# タランタル型コルベット
タランタル型コルベット（タランタルがたコルベット、Tarantul class Corvette）は、ソヴィエト/ロシア海軍のコルベットである。
ソ連海軍の計画名は1241型大型ロケット艇（モールニヤ）（Большие ракетные катера проекта 1241 "Молния"）である。

## 概要

### 開発
1950年代、ソ連海軍では沿岸警備を任務とする「大型魚雷艇」を更新する新艦種として「大型ミサイル艇」を開発した。これは、小型の艇体に艦対艦ミサイルを搭載し、高速力と強力な打撃力とで以って沿岸部に接近した敵輸送艦や揚陸艦を撃破する哨戒艦艇であった。P-6型魚雷艇の艇体を流用した最初のコマール型ミサイル艇のあと、より本格的なオーサ型ミサイル艇が計画された。1960年代には、この計画に基づき多数の大型ミサイル艇が建造された。

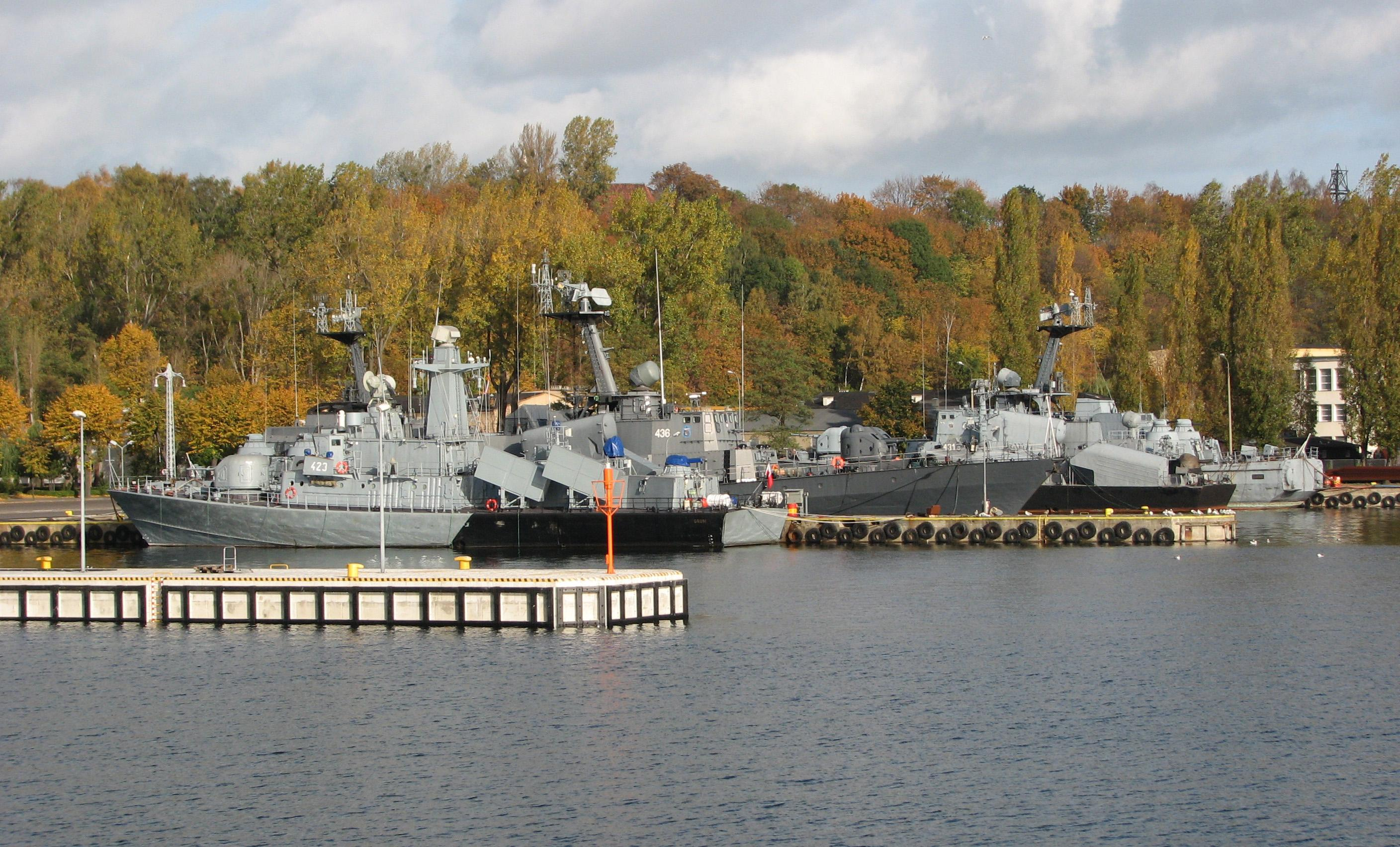
右より、東側のミサイル艇の変遷(ポーランド海軍ミサイル艇第2世代となる205型シフィノウイシチェ、205型を代替型した1241RE型メタロヴィェツ、1241型を代替するドイツ製の660型グロム)

1970年代、ソ連海軍では大型対潜艦や警備艦のような駆逐艦・巡洋艦級の大型水上戦闘艦を対潜任務に当てると同時に、陸上基地航空隊や潜水艦と並び小型ミサイル艦・大型ミサイル艇に対し対艦攻撃任務を与えていた。そのため、ミサイル艦艇はソ連海軍の誇る原子力潜水艦と並ぶ対艦攻撃の要として多数が建造されるに至った。
こうした中、従来の205号計画型を代替し、ナヌチュカ型コルベットを補佐する新しい大型ミサイル艇の開発要求がソ連海軍より出された。これに対し、レニングラート(現サンクトペテルブルク)のアルマース中央海洋設計局(TsMKB「アルマース」)で立案・完成されたのが1241号計画「モールニヤ」であった。これは、大型ミサイル艇の決定版と呼べるものとなった。
1241号計画の立案に当たっては、同一の艇体にCOGAG機関を搭載する型とCODAG機関を搭載する型、そしてディーゼル機関のみを搭載する型を一元化することが主要命題となっていた。COGAG搭載型とCODAG搭載型はミサイル艇、ディーゼル機関搭載型は警備艦や小型対潜艦として使用されることが予定された。
2種類の機関を搭載させるという技術的先見性により、1241号計画からはその後長きにわたって各種派生型が開発されることとなった。

### 1241型・1241R型
大型ミサイル艇として計画された最初の派生型は、1241号計画「モールニヤ1」型大型ミサイル艇(Большие ракетные катера проекта 1241 «Молния-1»)と称した。この派生型は1 隻のみが建造された。この派生型は、「ミサイル艇」を意味する「R」を付与して1241R型とも呼ばれた。
1973年には、TsMKB「アルマース」においてこの新型ミサイル艇計画は完成作業に入った。すべての1241型の1番艇となったR-5は、1979年1月30日にTsMKBアルマースで完成した。その後、3 隻の1241.1型がTsMKBアルマースで建造され、これら4 隻が1241型の実質的な原型となった。NATOでは、最初の「タランタル級」を「タランタルI型」(Tarantul-I)のコードネームで識別した。

### 1241.1型・12411T型

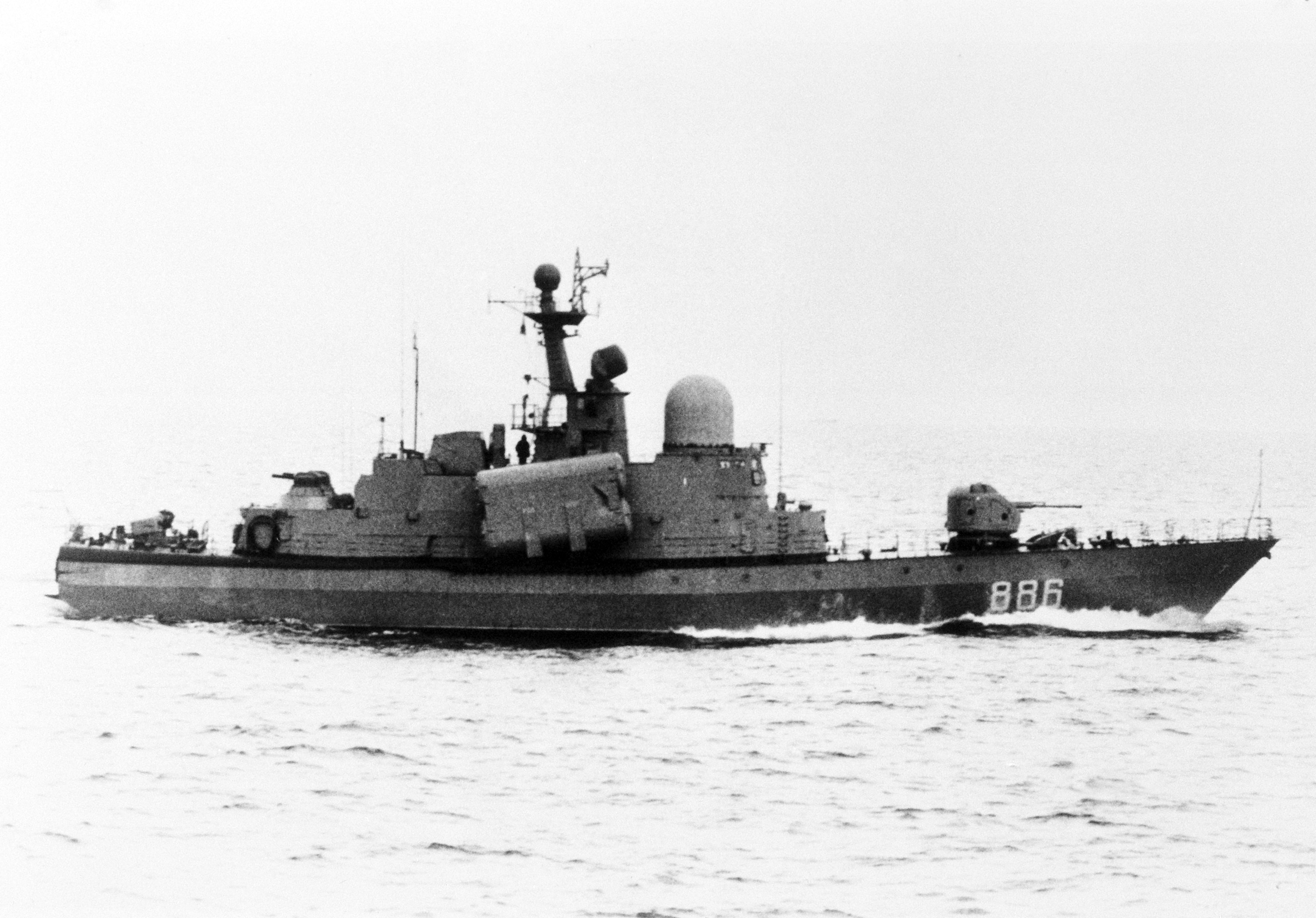
1241.1号計画型大型ミサイル艇

1241.1号計画「モールニヤ1」型大型ミサイル艇(Большие ракетные катера проекта 1241.1 «Молния-1»)は、COGAG機関とP-15M「テルミート2」ミサイルを搭載する1241型直系の発展型として設計された。一般に1241型大型ミサイル艇の第2世代に分類される。1番艦の名称からキーロフスキイ・コムソモーレツ級大型ミサイル艇(РКА типа Кировский Комсомолец)とも呼ばれる。また、計画名称は1241.1型の他、1241.1T型、12411T型、1241T型などと呼ばれることもある。なお、「T」は搭載ミサイルの「テルミート」を暗示している。NATOでは「タランタルII型」(Tarantul-II)のコードネームで識別した。また、第2世代の「タランタル級」の計画名称を「1241.1M」であると分析していたが、これは誤りである。最終的に、ソ連海軍向けとして13 隻の1241.1型が建造された。
1241.1型の艇体や武装は1241型とまったく同一であったが、そのレーダーや射撃管制装置など電子装備は一新された。水上捜索レーダーは1241型の「ランゴウート」に代え新型の34K1「モノリート」が搭載されることとなった。「モノリート」は「モースト」、「マヤーク」、「メーチ」、「マッシーフ」からなる水上捜索レーダーで、水上目標の捜索と照準を行うものであった。これが大型の円筒形ドーム内に収められ、1241.1型以降のシリーズの外見上の特徴となった。但し、1241.1型の初期型艇には「グラーヴィイM」が搭載された。
1241.1型の主兵装は、当初は新型の3M80「モスキート」の搭載が予定された。しかし、計画の遅れから旧来のP-15を改良したP-15M「テルミート」が搭載されることとなった。P-15M「テルミート」は、4 基の発射筒に搭載された。このミサイルは1972年に完成された艦対艦ミサイルで、射程は80 km、重量は2.5 t、弾頭重量は541.3 kgであった。また、弾頭には通常弾頭と核弾頭が装備可能であった。
対空砲火や水上および陸上目標への砲撃に用いる両用砲として、1241.1型の艇首にはAK-176M単装砲1 基が搭載された。これは、ソ連海軍で幅広く使用された76.2 mm速射砲で、毎分120 発から130 発の発射速度を持ち、最大射程15.7 km、射撃管制は自動、半自動、手動の選択式であった。
対空兵装は、艇尾に9K38「イグラ」対空ミサイルを搭載した。加えて、対空および水上の小目標に用いる機関砲として、AK-630M6砲身近接防禦システム2 基が搭載された。これは、射程8 kmの30 mm機関砲で、4,000 発から5,000 発の砲弾を搭載できた。
1241.1型の一部は、のちに輸出転売された。また、ロシア海軍へ継承された1241.1型の1 隻は、1241.7号計画により改修を受けた。

### 1241RE型
輸出向けの1241RE号計画「モールニヤ」型大型ミサイル艇(Большие ракетные катера проекта 1241РЭ «Молния»)は、外見上1241.1型と比べ艦橋上のレーダー覆いを装備しない点で異なっていた。これは、1241RE型が「モノリート」レーダーを搭載していないことに由来した。かわって1241RE型が搭載したのは206MR型大型ミサイル艇などに搭載された「ガルプーンE」で、大型の「モノリート」よりも能力の劣るものであった。搭載レーダーの変更により、外見は1241.1型よりはむしろ1241型によく似るものとなった。このことから、外見で艦艇を識別するNATOでは、1241.1型の輸出型である1241RE型を最初の1241型と同じ「タランタルI型」(Tarantul-I)に類別した。1番艦のR-26(工場番号01710)は1980年に就役した。これは、1981年にはリーガの教育センターで使用するためソ連海軍へ納入された。このセンターでは、海外の1241型運用者のための訓練が行われた。これ以外の1241RE型は、全隻が国外へ輸出された。最終的に、1241RE型は25 隻が建造されている。
「ガルプーンE」の他、1241RE型には射撃管制レーダーとしてMR-123「ヴィーンペル」、航法レーダーとして「キヴァーチ2」または「ペチョーラ1」、敵味方識別装置として「ニフロームRR」が搭載された。ミサイルは、ソ連向けのP-15M「テルミート2」の輸出型であるP-20「テルミート2」が搭載された。

### 12411型・1241.1M型

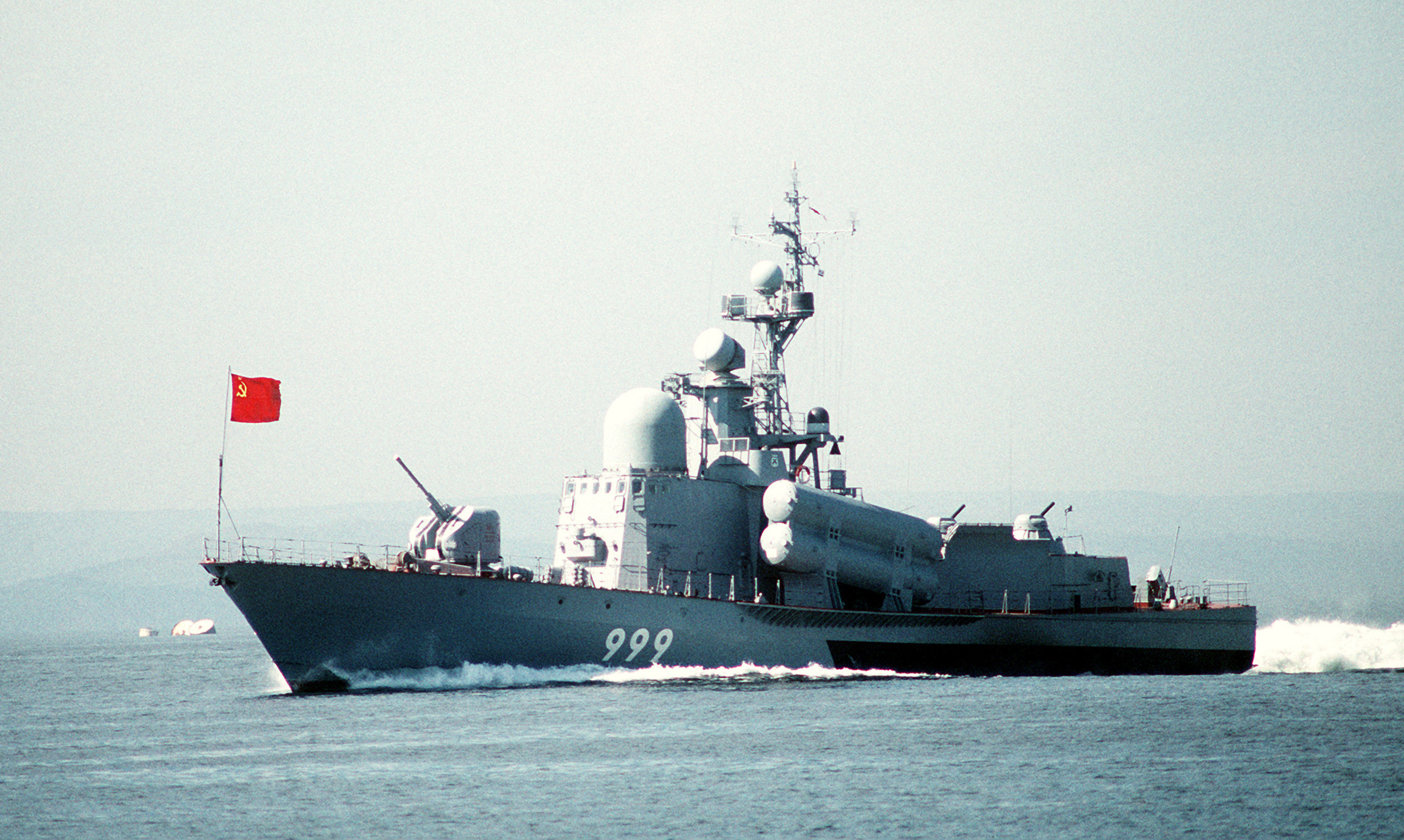
太平洋艦隊で運用されていた12411型の1 隻

12411号計画「モールニヤM」型大型ミサイル艇(Большие ракетные катера проекта 12411 «Молния-М»)は、1241.1型の姉妹型として設計された。より新しい武装と電子装備を搭載することから1241型の発展型といえるが、12411型の1番艇は1241.1型の1番艇の翌年には竣工しており、実質的には並行して計画が進められていたと言える。
1241型からの最大の改良点は、搭載対艦ミサイルを念願の3M80「モスキート」に変更したことであった。これは航空母艦を除く中・小型の水上艦艇への攻撃用途に使用される中・短射程系の艦対艦ミサイルで、956型駆逐艦や1155.1型大型対潜艦に搭載されたことで知られた。1241.1型では、2 基の「モスキート」連装発射装置KT-152Mを搭載した。水上捜索レーダーは、1241.1型から引き続き34K1「モノリート」が搭載された。対空兵装としては、9K38「イグラ」艦対空ミサイルとAK-630M防空システム2 基が搭載された。

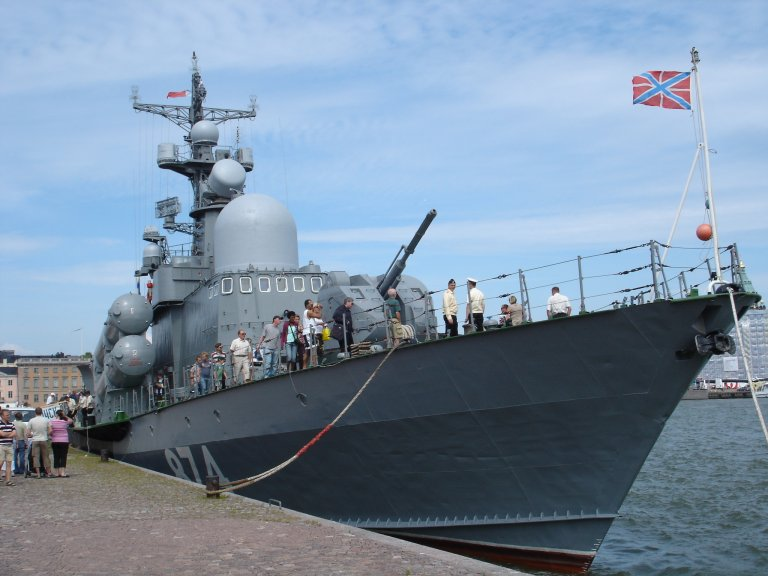
12411型の1 隻、バルト艦隊のモルシャンスク

この他、1241.1型では見送られたディーゼル・ガスタービン混載機関 (CODAG)が搭載されたことも大きな変更点であった。1241.1型では、出力8,000 馬力のM-510ディーゼルエンジンを2 基、24,000 馬力のМ70ガスタービンエンジンを2 基搭載し、最大速力41 knを発揮した。CODAGを搭載したことから航続距離は大幅に向上し、12 knで2,400 浬、最大速力で400 浬を航行可能となった。これにより、12411型はより幅広い任務に用いることのできる汎用哨戒艇に発展した。
1番艇R-46は1980年3月に竣工し、それ以降スレドネ＝ネーフスキイ造船工場で11 隻、ハバーロフスク造船工場で22 隻の同型艇が建造された。12411型は、合わせて34隻が建造された。NATOでは、「タランタルIII型」(Tarantul-III)のコードネームで識別した。なお、ソ連での名称については12411型という計画名称の他、1241.1M型、1241MP型などと呼ばれることもある。「M」については、「改良型」という意味ではなく「モスキート」を暗示していると考えられている。また、1番艇の名称からR-46級大型ミサイル艇(РКА типа Р-46)とも呼ばれる。

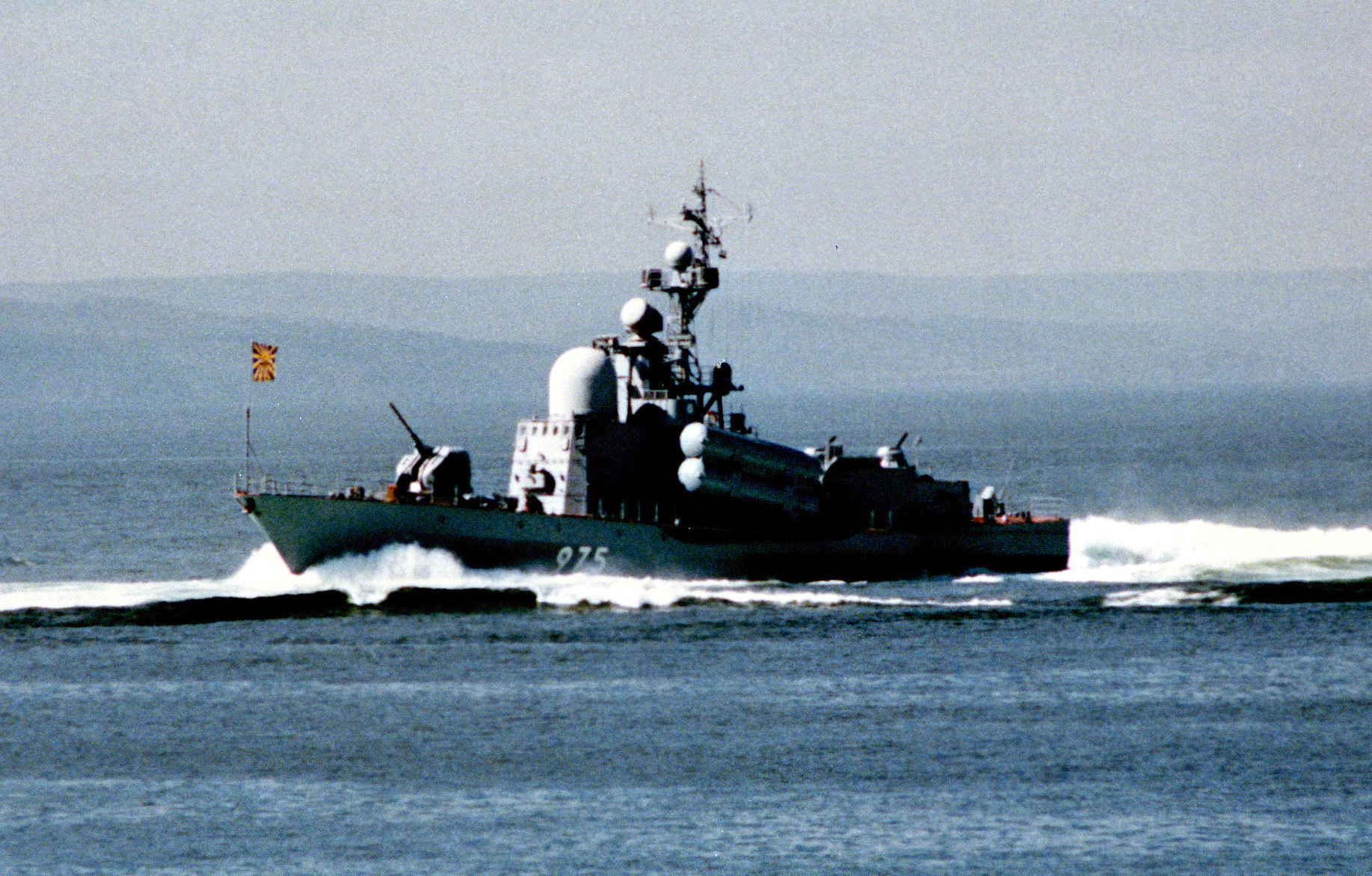
太平洋艦隊で運用されていた12411型の1 隻

なお、12411型の1 隻R-160は、1997年に小型砲艦に改装され、艦名もMAK-160と改められている。この改装に伴い、同艇は3M80「モスキート」対艦ミサイル発射機と23K1「モノリート」レーダーコンプレックスを撤去し、かわって4基の17連装140 mmロケット弾発射機BM-14-17を搭載している。
加えて、同じく12411型の1 隻は試験的に近接防禦システムをAK-630M 2基から新しい「パラーシ」1基に換装している。当初はR-239が改修候補に挙げられていたが、実際にはR-60に工事が施された。この防空システムは「コールチク」に代わる新しい近接防空システムで、1994年に発表された。陸上運用型のパーンツィリ-S1と共通性を持った防空システムで、2門の6砲身30 mm機関砲と2基の4連装艦隊空ミサイル発射機を組み合わせた装置となっている。
12411型の受けた改修としては、これらの他にR-47が搭載する「モスキート」発射機の内1 基を新しい形式のものに換装する改修を受けている。

### 1241.2P型

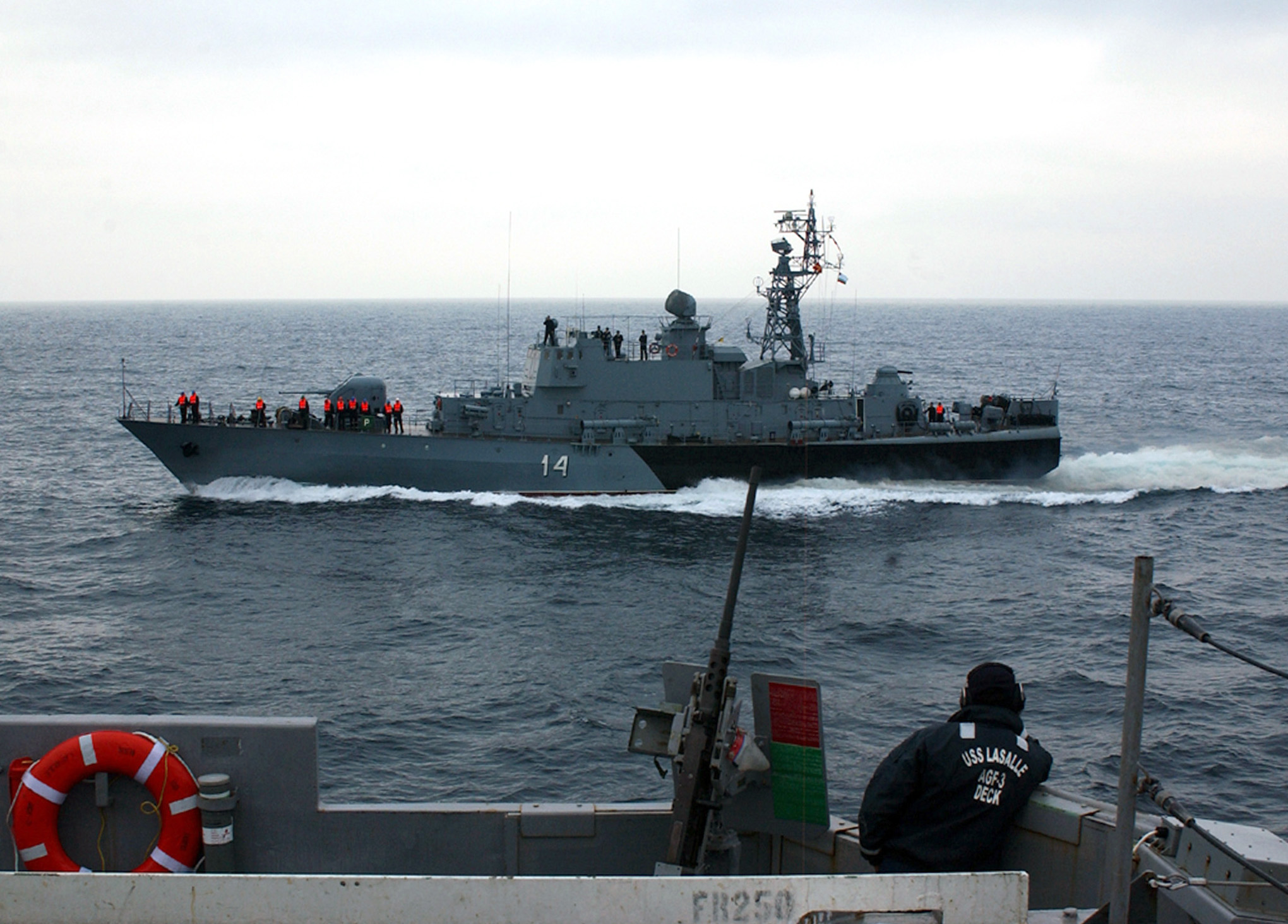
ブルガリア海軍の1241.2E型ボードリ

1241号計画を元に、対潜水艦哨戒・攻撃任務を司る小型対潜艦が開発された。この派生型は、1241.2P号計画「モールニヤ2」型小型対潜艦(Малые противолодочные корабли проекта 1241.2П «Молния-2»)と命名された。
NATOでは、ロシア語で「蜘蛛」を意味する「パウーク」(Паук)という単語から考案した「Pauk-I」のコードネームで呼んだ。日本では、「パウクI型コルベット」または「ポークI型コルベット」と呼んだ。
1241.2P型小型対潜艦はソナーMGK-345「ブローンザ」を搭載し、艦体には固定式および可変式の受信部が装備された。対空・水上捜索レーダーは、「ミウース」と「レーイト」、射撃管制レーダーはMR-123「ヴィーンペルAM」、航法レーダーは「ペチョーラ」、電子戦システムは「ヴィーンペルR2」を搭載した。
動力機関は、1241号計画当初の計画通り純ディーゼルとされた。また、武装も対潜用に変更され、対艦ミサイル発射機に代えてRGB-12対潜ロケット弾を使用するRBU-1200「ウラガーン」5連装対潜ロケット発射機2 基と固定式400 mm単装魚雷発射管4 基が搭載された。
対潜哨戒任務には、専ら対潜ヘリコプターとの協同で当ることとなっていた。1241.2P型は、ソナーで捕捉した敵潜水艦に対し魚雷発射管から発射される400 mm対潜魚雷SET-40で攻撃できた。加えて、艦尾からはBB-1爆雷を投下できた。
建造は、全艦がヤロスラーヴリ造船工場で行われた。1番艦MPK-140は1977年に起工し、1979年に竣工してバルト艦隊に編入された。
ブルガリアに元黒海艦隊所属艦2 隻が輸出されているが、これについては輸出の際に武装やレーダー類についての変更は行われておらず、実質的にはソ連向けの1241.2P型と同型である。この2 隻は1241.2E号計画型と呼ばれており、ソ連向け1241.2P型や一般の輸出型とは区別されている。
1241.2P型については8 隻が建造され、その内2 隻がソ連時代にブルガリア海軍に売却され、ソ連崩壊後に2 隻がウクライナ海軍に、残る4 隻がロシア海軍に継承された。諸事情により、艦暦20年を待たず一部はすでに退役している。1番艦も1996年に退役した。

### 1241.2PE型
1241.2PE号計画型あるいは1241PE号計画型と呼ばれる対潜哨戒艇は、1241.2P型小型対潜艦の輸出型として開発された。NATOは「Pauk-II」、日本では「パウクII」または「ポークII」のコードネームで識別した。
この派生型は、400 mm単装魚雷発射管4 基に代えて533 mm連装魚雷発射管2 基を搭載した。この発射管からは、53-65KE対潜魚雷やSET-65Eが発射できた。また、哨戒任務一般におけるより高い能力を齎すため、対空・対水上レーダーも大型のMR-352「ポジチーフE」が搭載されている。これは、1241.7型や141.8型大型ミサイル艇に搭載されたものと同様の捜索レーダーである。
この内、1990年から1991年にかけてイラク向けに起工された3 隻は、イラクに対する国際的な禁輸措置から納入は見送られた。起工された3 隻の内、最後に起工されたMPK-293は解体、建造されたMPK-291とMPK-292の2 隻はロシア本国で運用されることとなった。2 隻は当初黒海艦隊へ編入されたが1996年には海軍を除籍の上ノヴォロシースクに根拠地を置く国境軍に移管、国境警備艦に類別を変更され、その後それぞれノヴォロシースク、クバーニと改称された。なお、この2 隻は国境軍への移籍に伴い艦種を改めたため1241.2PE号計画型国境警備艦(Пограничные сторожевые корабли проекта 1241.2ПЭ «Молния-2»)と呼ばれている。但し、装備の変更は行われておらず、小型対潜艦時代と同様533 mm連装魚雷発射管を搭載している。2007年現在、両艦ともに現役である。
この他、1241.2PE型はインド向けに4 隻、キューバ向けに1 隻が建造されている。建造は、全艦ともヤロスラーヴリ造船工場で行われた。

### 1241.2型
ソ連では、ソ連国家保安委員会(KGB)の管轄下に国境警備を任務とする国境軍海上局が存在した。ここでは、各地の沿岸海域で警備任務を実施する国境警備艦が運用されていた。1970年代になると、それまでの205P号計画型国境警備艦の代替が必要とされてきたため、1241.2号計画の一環となる新しい国境警備艦の発注がKGBにより出された。この派生型は、1241.2号計画「モールニヤ2」型国境警備艦(Пограничные сторожевые корабли проекта 1241.2 «Молния-2»)と命名された。NATOでは1241.2型に対するのと同じ「I」の識別番号が与えられ、「Pauk-I」、日本では「パウクI」または「ポークI」のコードネームで呼んだ。
1241.2型国境警備艦の1番艦PSKR-800は、当初海軍向けの小型対潜艦MPK-12として起工された。これが進水後にKGBに委譲され、国境警備艦に艦種変えされた。1番艦の起工は1976年で、ナホトカで実戦配備についたのは1980年のことであった。最終的に1241.2型は21 隻が建造され、1番艦を含む9 隻がヴラジヴォストーク造船工場で、残る12 隻がヤロスラーヴリ造船工場で建造された。基本装備は小型対潜艦型と同様である。

### 1241.7型
1241.1号計画を元に、1241.7号計画が立案された。NATOは、これを「タランタルII改」(Tarantul-II Mod)と呼んだ。この計画に沿って建造された艇はR-71の1 隻のみであった。
改修の主眼となったのは、従来のAK-630M防空システムを新型の高射ミサイル・火砲コンプレックス3M87「コールチク」に換装したことであった。
「コールチク」は、自立自動制御の防空システムで、昼夜を問わず全天候能力を有していた。使用するミサイルは9M311Kで、2K22システムに使用された9M311を元に開発された艦対空短射程ミサイルであった。発射は自動で行われ、電波信号によって誘導された。停止したものを含め500 m/sまでの速力を持つ空中の目標を迎撃できた。弾体は、全長2.65 m、弾頭重量9 kg、最高速度900 m/sであった。
「コールチク」はこのミサイルの発射機2 基を装備していた。それに加え、2 基の30 mm6砲身機関砲6K30GShを装備した。これは、航空機用のGSh-30機関砲6 門を束ねたもので、毎分10000 発の発射速度を誇った。
「コールチク」は、レーダーと暗号計算機、照準装置、誘導装置、安定装置からなっていた。システムは一度に6 目標まで追尾可能で、ミサイルは高度4 kmまでの距離8 kmから1.5 km まで、機関砲は500 mまでの近距離において使用されることとなっていた。目標には、艇からの近距離における巡航ミサイル、航空機、ヘリコプター、誘導爆弾が想定されていた。
1989年から1992年にかけて実施された中期修理の際にR-71の搭載する「コールチク」は試作型から量産型に換装された。しかし、最終的に「コールチク」装備一式は撤去され、2007年現在R-71は主砲以外に防空兵装を搭載しない状態で現役を継続している。

### 1241.8型・1241.8ME型
その後、1241.1型のさらなる発展型として1241.8号計画が立案された。NATOでは、「タランタルIV改」(Tarantul-IV Mod)と呼んだ。
1241.8型は、新しい3M24E「ウラーンE」を搭載することで他の派生型とは一線を画していた。3M24「ウラーン」を小型戦闘艦艇に搭載する試みは、1241.8型大型ミサイル艇と1234.7型小型ミサイル艦に結実した。
1241.8型は、艇の構成全体に変更は加えられなかったものの、従来の1241.1型とはまったく異なる配置で4連装4 基16 門のミサイル発射機を装備した。このミサイルは射程約130 kmの亜音速巡航シースキマー艦対艦ミサイルで、航空母艦を主目標とする従来の長射程対艦ミサイルとそれ以外の水上艦艇を主目標とする中・短射程対艦ミサイルを統合する新系列のミサイルであった。
3M24「ウラーン」は、空対艦ミサイルKh-35の派生型として ズヴェズダ設計局（ru）で開発された。能力は低くないものの、同世代の3M55「オーニクス」や3M54「カリブル」の射程300 kmに比べると見劣りし、主として海外への輸出艦艇に搭載されている。このミサイルを最初に装備した艦艇もドイツ民主共和国(東ドイツ)製の151号計画型(ザスニッツ級)であった。但し、東東ドイツ海軍が西ドイツ海軍に吸収合併された際にザスニッツ級の「ウラーン」システム一式はソ連に返却されており、その後ポーランド向けに建造された派生型660型ミサイル艇(ザスニッツ級・オルカン級)3 隻も「ウラーン」ではなくSAABのRBS-15を採用している。ソ連・ロシア海軍の艦艇では比較的少数の艦艇にしか搭載されていないが、新型の警備艦である20380号計画型や11661K号計画「ゲパールト」型警備艦などに採用されている。
この他、1241.8型は対空兵装として9K310「イグラ-1」艦対空ミサイルとAK-630Mを搭載した。レーダーは、主檣上にMR-352「ポジチーフE」対空・水上捜索レーダーを搭載している。
冷戦終結の影響で、1241.8号計画は事実上中止された。しかし、インドで派生型1241.8ME型(проект 12418МЭ)として復活することになった。
インドで建造された2 隻の1241.8ME型は一部装備が大きく変更されている。主砲はイタリア・オートブレーダ/オート・メラーラ製62口径76 mm単装速射砲が搭載されている。この派生型は、1241.8改型(Mod 1241.8)、或は1241RE改型(Mod 1241RE)と呼ばれることがある。インドの1231.8ME型については、同じくインドで建造された25A型ミサイルコルベットとの間に武装やセンサー類に共通性が見られるとされる。レーダーにはMR-352「ポジチーフE」、「ガルプーン・バールE」、射撃管制レーダー「BEL リンクス」が搭載されている。「BEL リンクス」は76 mm砲とAK-630Mを統禦する。この型は、計画では4 隻建造となっている。対空ミサイルは、9K32M「ストレラ-2M」を搭載している。

### 1241.9型
1241.9号計画「モールニヤ」型大型ミサイル艇(Большие ракетные катера проекта 1241.9 «Молния»)は、12411型の派生型で、1981年から1995年にかけてスレドネ＝ネーフスキイ造船工場にて13 隻が建造された。武装は12411型と同様の3M80「モスキート」連装発射機2 基であったが、動力機関が純ディーゼルに変更されたのが最大の修正点であった。

### 1242.1型
1242.1号計画「モールニヤ」型大型ミサイル艇(Большие ракетные катера проекта 1242.1 «Молния»)は、1241.8型同様、1241.1型の発展型として計画された。
使用目的は従来と同じ沿岸警備と水上艦艇の撃破で、1241.8型が3M24「ウラーン」を採用したのに対し、12411型同様3M80E「モスキート」対艦ミサイルを搭載した。1242.1型では、3M80E「モスキート」は現存するすべての対空防禦システムを克服し、海上のあらゆる戦術的目標を撃破する能力が保障されているとされた。レーダーは、「ポジチーフ」が搭載され、動力機関はM15Eが搭載された。その他の諸装備は、1241.8型に準ずるものとされている。
この計画は、R-5が建造されたのみで終了している。

## 構造

### 艇体
1241号計画の基本的な艇体構造は、従来の205号計画のそれを踏襲していた。すなわち、艇体は鋼製で、平甲板を持ち、舷側には凌波性を高めるためのナックルが設けられていた。艇内は、9の水防区画に分けられていた。上部構造は、軽合金でできていた。
主機は、隣接した2つの区画に配置された。2倍膨張機関は、最高速度を発揮する際のブーストに用いられた。機関室は、ガスタービン機関とディーゼル機関に対応できるよう設計されていた。

### 機関
1241型各型の搭載機関は、計画当初の予定通りCOGAG、CODAG、純ディーゼルの3 種類が製造された。このうち、大型ミサイル艇として建造された派生型には、COGAGかCODAGが搭載された。
12411T型は、巡航用ガスタービン機関M-75の2 基(各2,000 馬力)とガスタービン機関M-70の2 基(各6,000 馬力)からなるM-15機関を搭載した。1 隻のみ建造されたCODAG搭載艇については、M-510ディーゼル2 基(各2000 馬力)とM-70ガスタービン2 基(各6,000 馬力)の組み合わせとなった。1241.8型も、12411T型同様にCOGAGを搭載している。また、輸出型の1241RE型には、12411T型と同様の内訳からなるM-15E機関が搭載された。これは、M-15機関の輸出型に当たるCOGAG機関である。
一方、CODAG搭載型として開発された12411型には、2,000 馬力の巡航用ディーゼル機関M-510を2 基、6000 馬力のブースト用ガスタービン機関M-75を2 基、合せて16,000 馬力のCODAG機関が搭載された。

### 武装
主兵装となる艦対艦ミサイルは、当初の計画では最初から3M80「モスキート」を搭載するはずであった。しかし、このミサイルの開発の遅れから、初期の派生型でP-15M「テルミート」が、後期の派生型では3M80「モスキート」や3M24「ウラーン」が搭載されることとなった。
主砲は、インドで建造された2 隻の1241.8型を除き、すべての艇が76 mm単装両用砲AK-176Mを搭載した。
対空兵装は、艇によって異なるものが装備された。基本的には、個艦防空ミサイル発射機1 基とAK-630M近接防空システムの組み合わせが採用された。搭載された防空ミサイルシステムは、9M32Mミサイルを使用する9K32M「ストレラ-2M」、9M36ミサイルを使用する9K34「ストレラ-3」、9M313ミサイルを使用する9K310「イグラ-1」、9M39ミサイルを使用する9K38「イグラ」であった。
この他、1241.7号計画により、従来のAK-630M防空システムを新型の高射ミサイル・火砲コンプレックス3M87「コールチク」に換装した艇が建造された。この防空システムは、30 mm6砲身機関砲6K30GSh2 基と9M311K艦対空ミサイルとを組み合わせた防空システムで、ソ連末期の1989年に登場した。しかし、この計画は1 隻のみの建造で終了された。

### スペック
|            | 1241.1T型                                                             | 1241.7型                                                          | 12411型                                                   | 1241RE型                                                                            | 1241.8型                                                                  |
| ---------- | --------------------------------------------------------------------- | ----------------------------------------------------------------- | --------------------------------------------------------- | ----------------------------------------------------------------------------------- | ------------------------------------------------------------------------- |
| 基準排水量 | 395 t                                                                 | 435 t                                                             | 436 t                                                     | 385 t                                                                               | - t                                                                       |
| 満載排水量 | 465 t                                                                 | 495 t                                                             | 493 t                                                     | 455 t                                                                               | 560 t                                                                     |
| 全長       | 56.1 m                                                                | 56.1 m                                                            | 56.1 m                                                    | 56.1 m                                                                              | 56.1 m                                                                    |
| 全幅       | 10.2 m                                                                | 10.2 m                                                            | 10.2 m                                                    | 10.2 m                                                                              | 10.6 m                                                                    |
| 喫水       | 2.1 m                                                                 | 4.36 m                                                            | 2.3 m                                                     | 2.2 m                                                                               | 2.6 m                                                                     |
| 機関       | COGAG                                                                 | COGAG                                                             | CODAG                                                     | COGAG                                                                               | COGAG                                                                     |
| 出力       | 16,000 馬力                                                           | 16,000 馬力                                                       | 16,000 馬力                                               | 16,000 馬力                                                                         | 28,450 馬力                                                               |
| 電源       | 150 kWt                                                               | 450 kWt                                                           | 300 kWt                                                   | 300 kWt                                                                             | 500 kWt                                                                   |
| 速力       | 42 kn                                                                 | 42 kn                                                             | 41 kn                                                     | 43 kn                                                                               | 35 kn                                                                     |
| 航続距離   | 1,800 mi/13 kn 1,600 mi/14 kn                                         | 1,600 mi/20 kn                                                    | 2,400 mi/13 kn 450 mi/36 kn                               | 2,200 mi/14 kn                                                                      | 2,000 mi/20 kn 400 mi/36 kn                                               |
| 乗員       | 39 名                                                                 | 41 名                                                             | 40 名                                                     | 37 名                                                                               | 76 名                                                                     |
| SSM        | P-15M「テルミート2」                                                  | P-15M「テルミート2」                                              | 3M80「モスキート」                                        | P-20「テルミート2」                                                                 | 3M24「ウラーン」                                                          |
| SAM        | MTU-4                                                                 | 3M87「コールチク」                                                | MTU-4                                                     | MTU-4                                                                               | MTU-4                                                                     |
| 主砲       | AK-176M                                                               | AK-176M                                                           | AK-176M                                                   | AK-176M                                                                             | オート・メラーラ76 mm砲                                                   |
| 機関砲     | AK-630M                                                               | 3M87「コールチク」                                                | AK-630M                                                   | AK-630M                                                                             | AK-630M                                                                   |
| レーダー   | 34K1「モノリート」 MR-405(後期型のみ) MR-123「ヴィーンペル」 「ドン」 | 34K1「モノリート」 「ポジチーフ」 MR-123「ヴィーンペル」 「ドン」 | 34K1「モノリート」 MR-405 MR-123「ヴィーンペル」 「ドン」 | 「ガルプーンE」 「キヴァーリ2」または「ペチョーラ1」 敵味方識別装置「ニフロームRR」 | 「ポジチーフE」 「ガルプーン・バールE」 「BEL リンクス」 「BEL アパルナ」 |
| 電子戦装備 | 「ヴィーンペルR2」 PK-16                                              | 「ヴィーンペルR2」 PK-16                                          | 「ヴィーンペルR2」 PK-10                                  | 「ヴィーンペルR2」 PK-16                                                            | 「ヴィーンペルR2」 PK-10                                                  |

### 細部画像

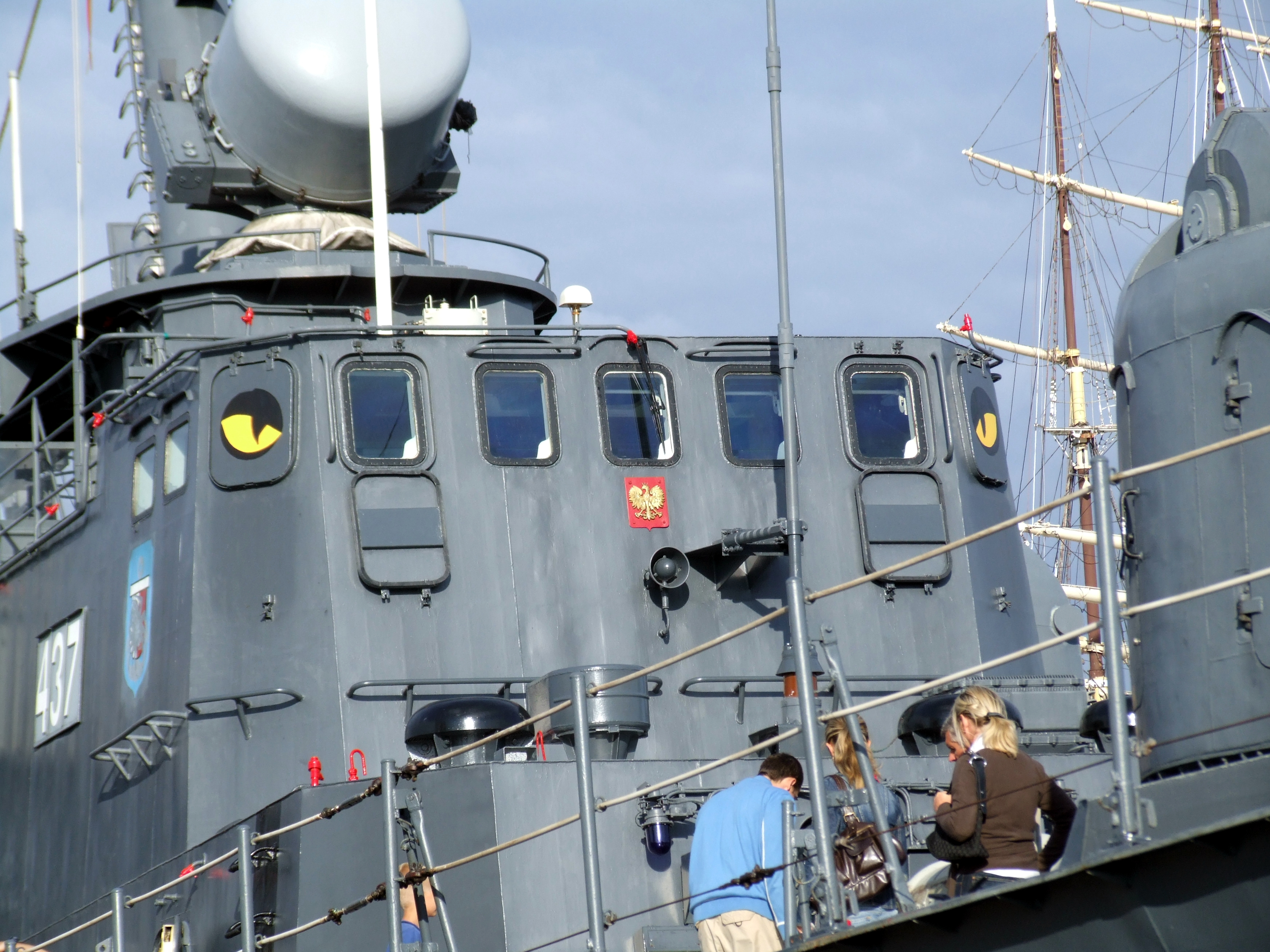
ロルニク(1241RE型)の艦橋付近
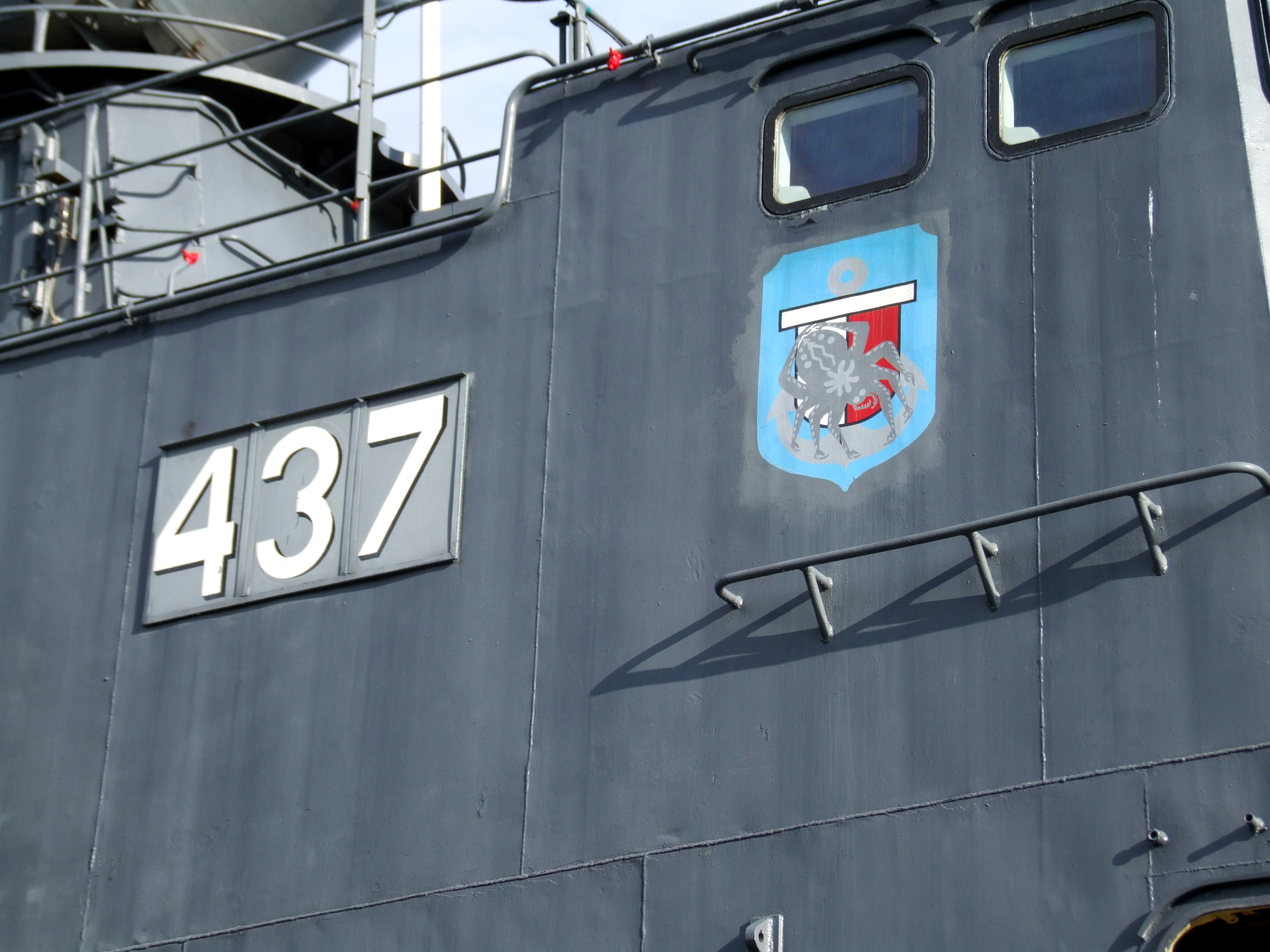
タランチュラの絵の描かれたロルニクの溶接艦橋側面
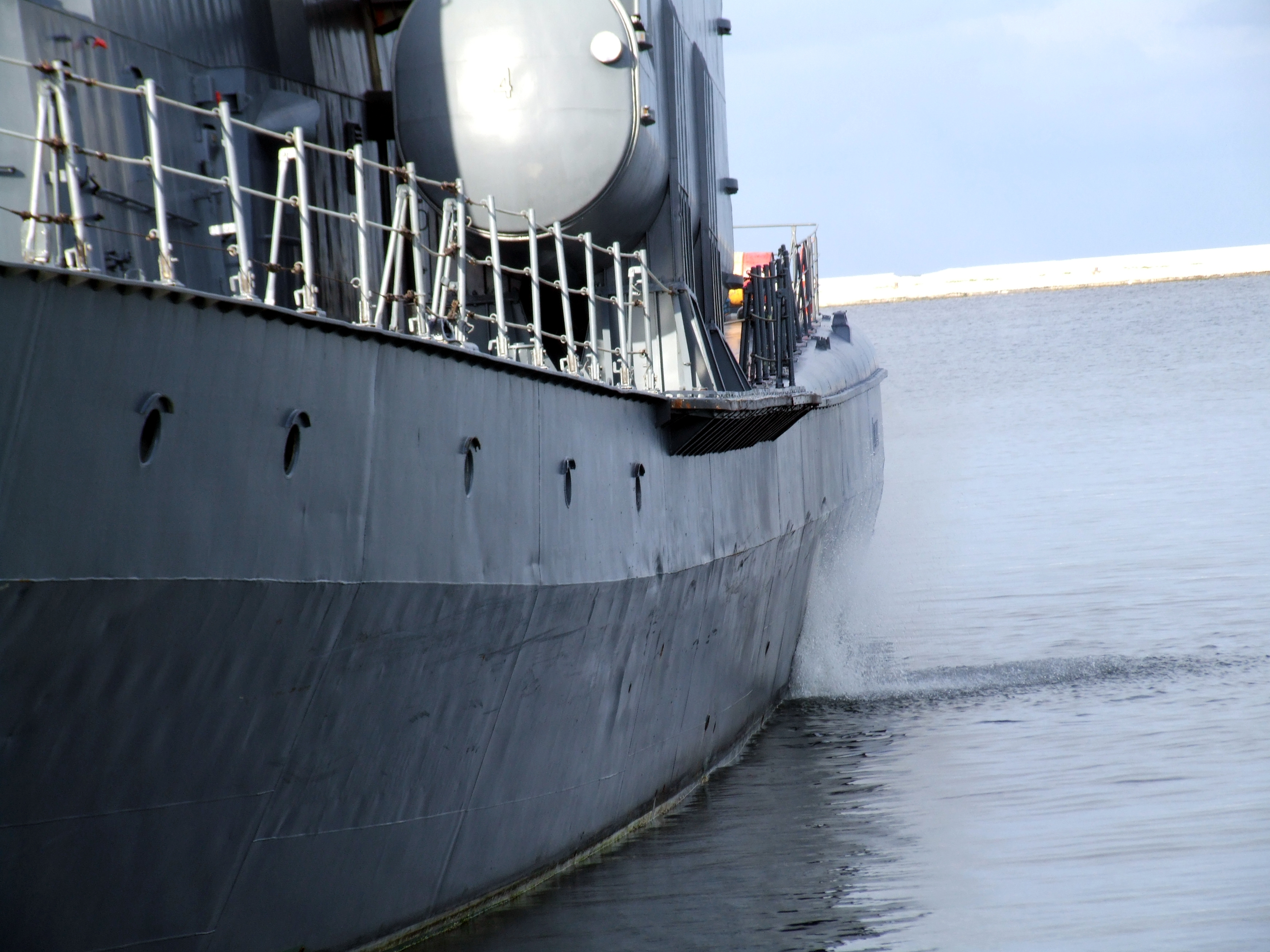
凌波性を高めるナックルとソ連・ロシア艦艇伝統の舷窓を持つロルニクの艇体
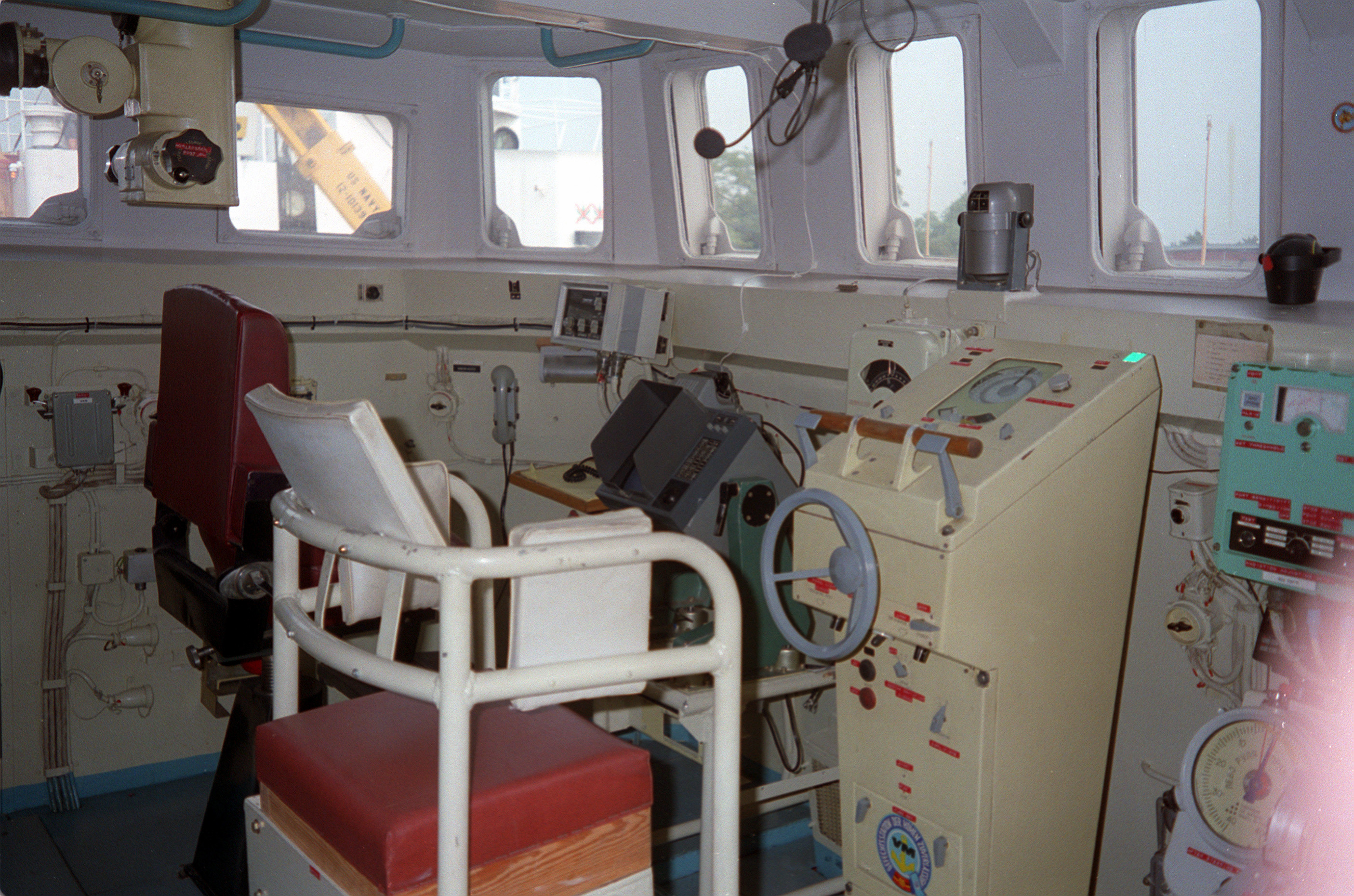
ヒデンゼーの艦橋
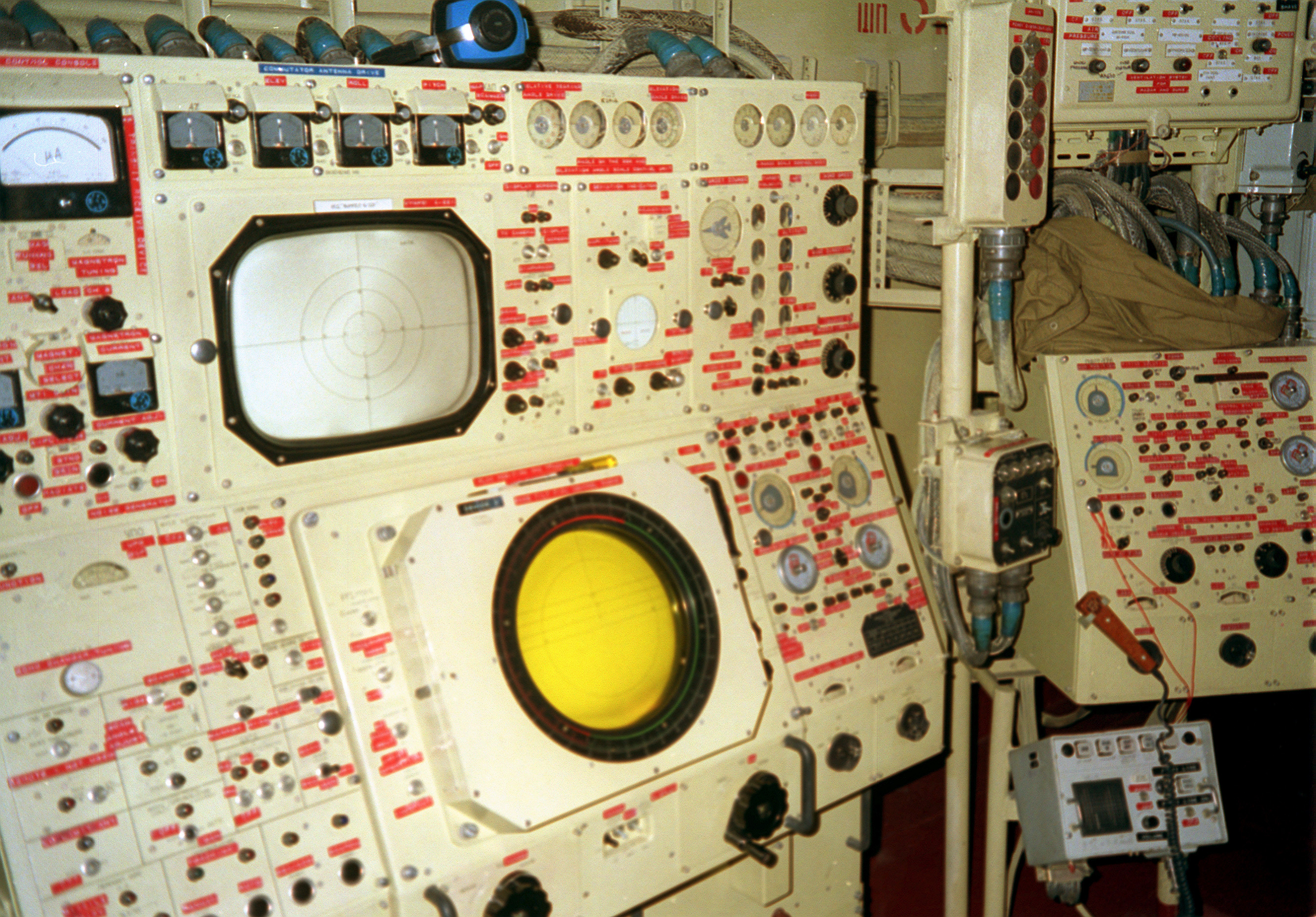
ヒデンゼーのレーダー・コンソール室
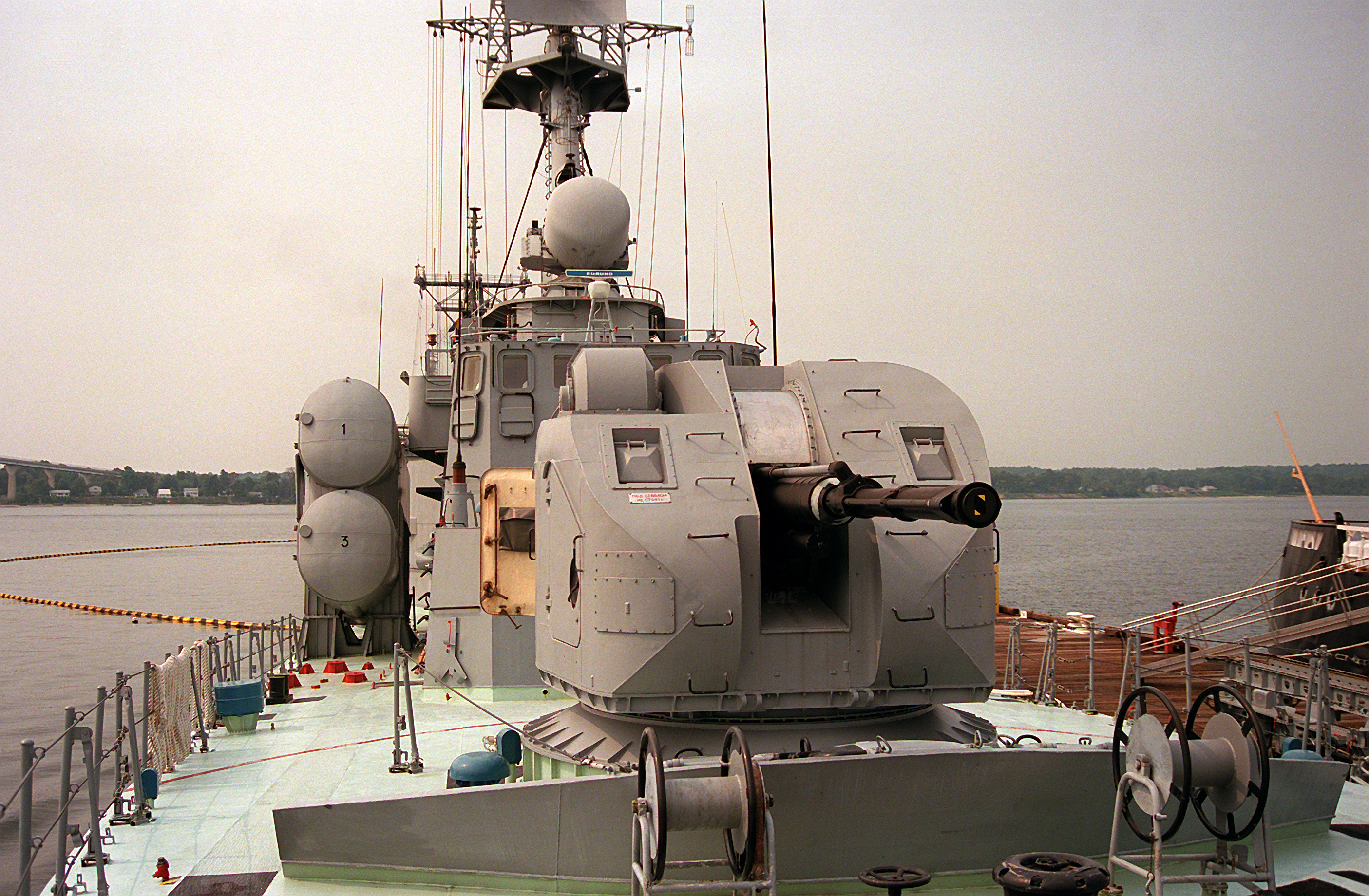
ヒデンゼーの搭載するAK-176M両用砲
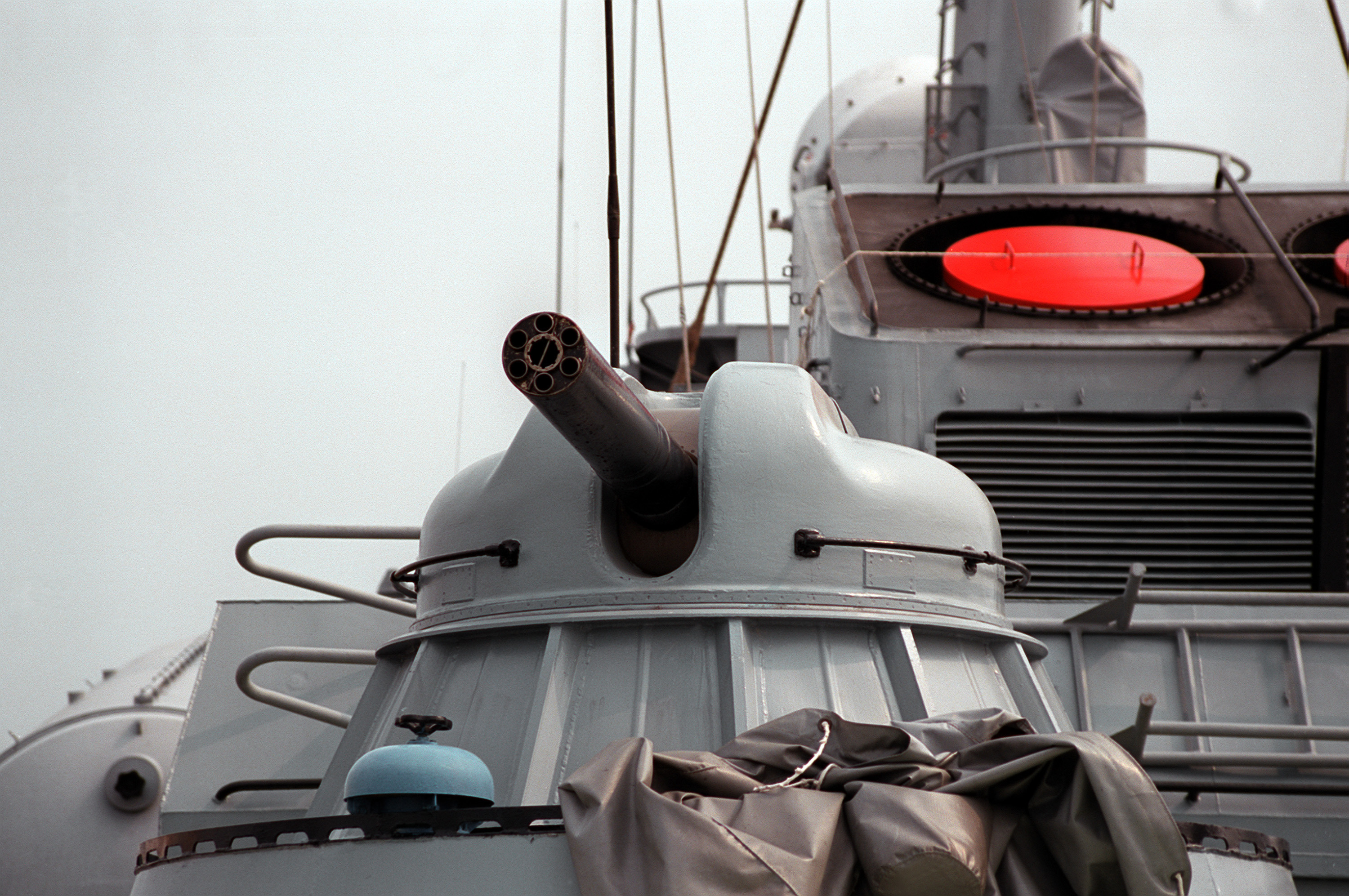
ヒデンゼーの搭載するAK-630M機関砲
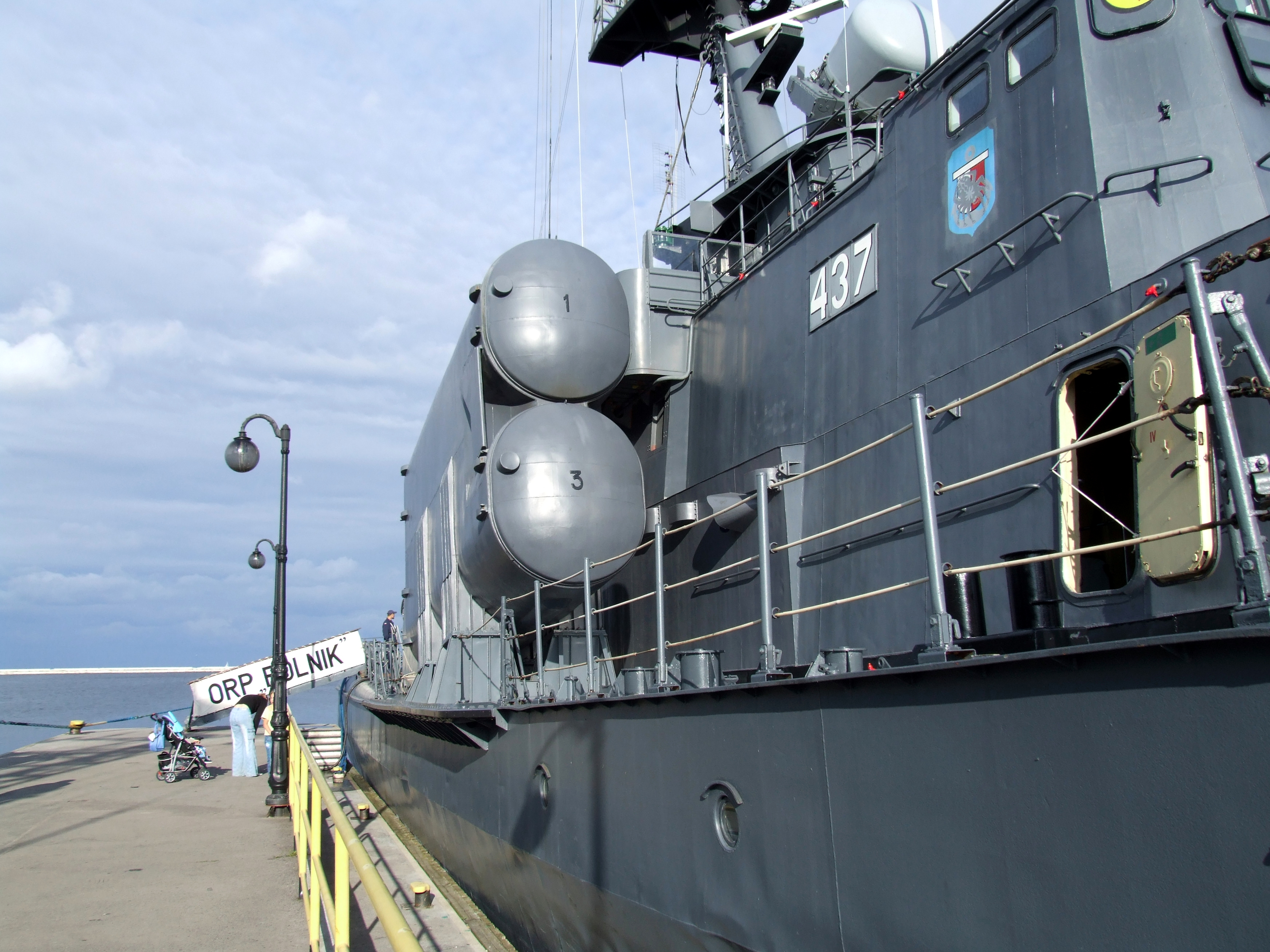
ロルニクの搭載するP-20ミサイル発射筒KT-138E
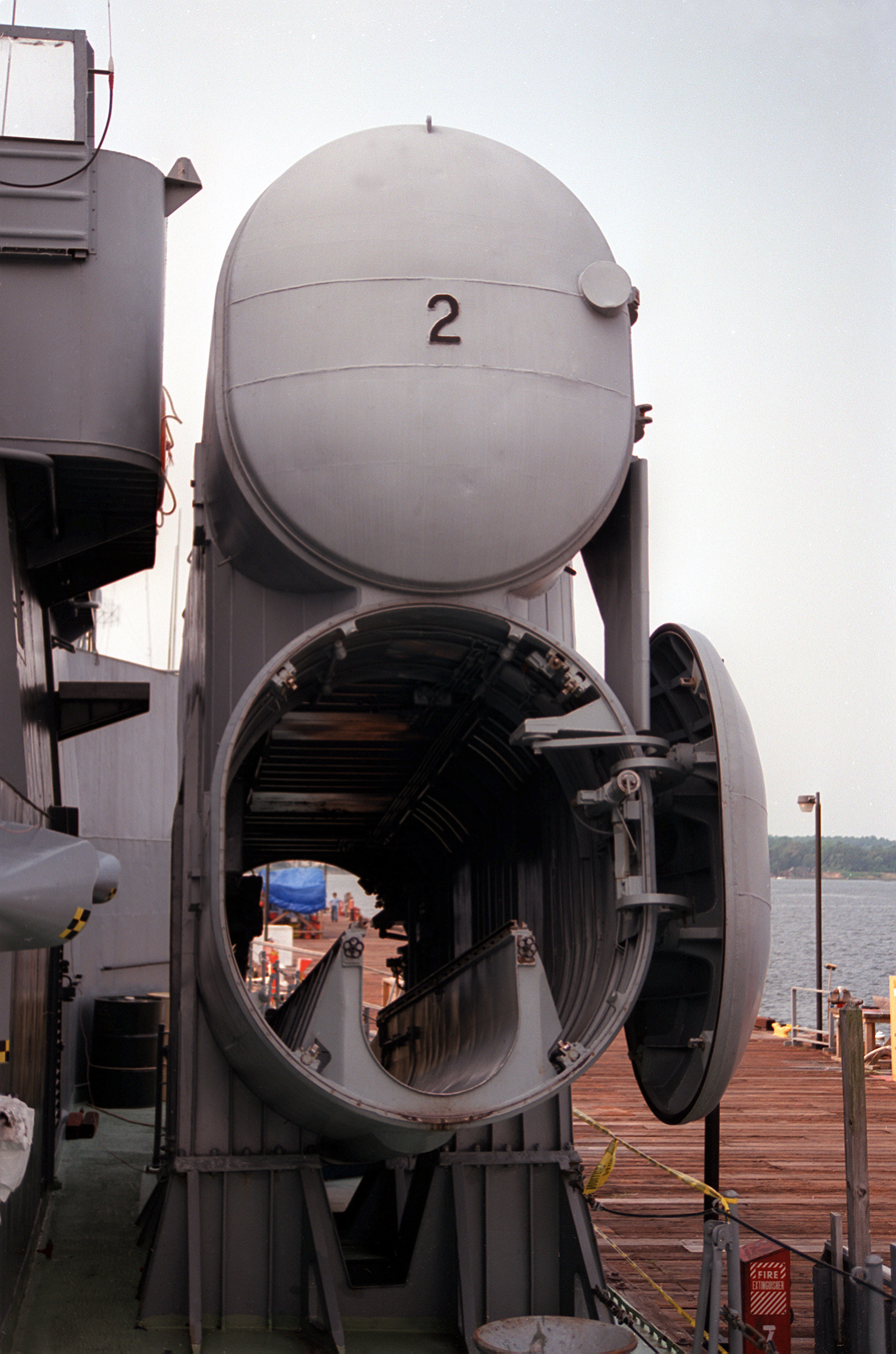
ヒデンゼー(1241RE型)の搭載するP-20ミサイル発射筒KT-138E
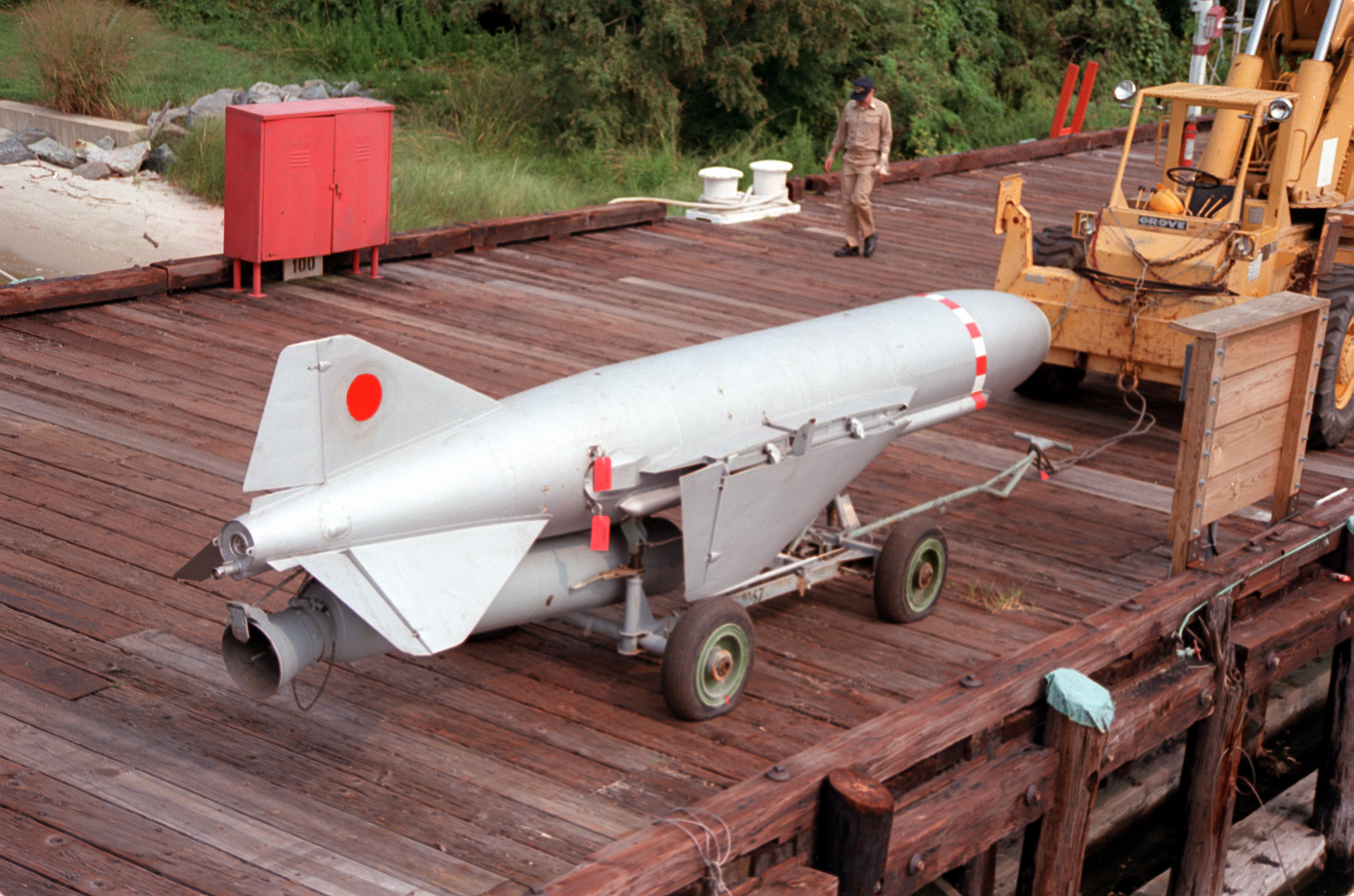
ヒデンゼーで運用されていたP-20「テルミート2」ミサイル
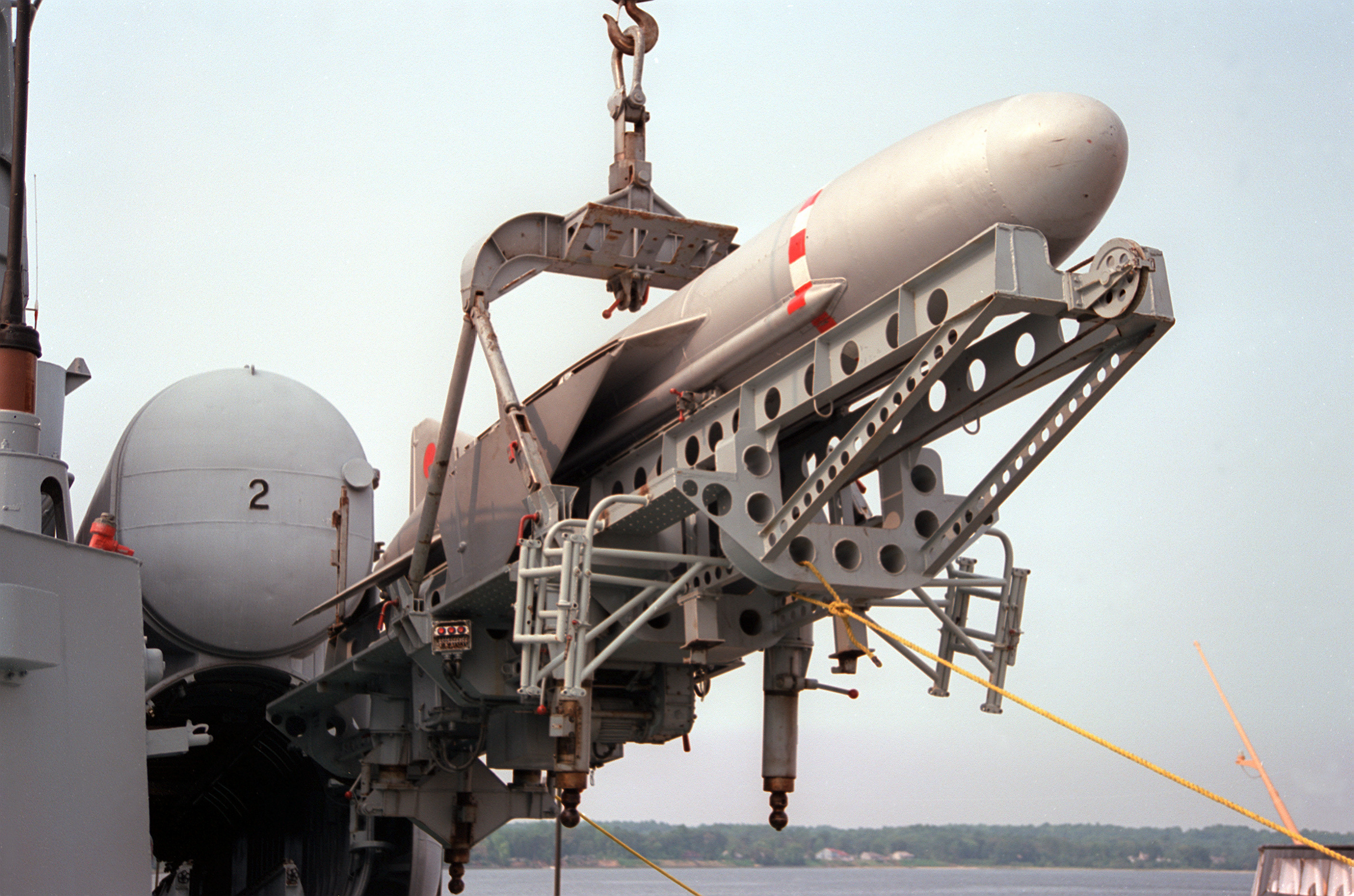
ヒデンゼーに搭載されるP-20「テルミート2」ミサイル

## 保有国

### ソ連・ロシア連邦
ソ連向けには98 隻が建造され、海軍や国境警備隊で運用された。一部は、その後海外へ転売されている。
ロシア海軍に継承後も、2005年現在で23 隻のタランタル型を保有していた。その後も、12411型を中心に各艦隊で運用が継続されている。
艇の名称は、ソ連時代にはそのほとんどが「ミサイル艇」(ロシア語では「ロケット艇」となる)を表す「R」に番号を組み合わせた単純なものであったが、ロシア海軍になってから一部の艇に固有の名称が与えられるようになった。また、一部の艇はソ連時代に共産主義を記念する艇名が与えられていたが、それらは一括してソ連崩壊後に改称された。現在、ロシア海軍で運用する1241型に用いられている名称は、都市名か、都市・地方などに因んだ名称である。
以下に一覧を示す。なお、造船所所在地名は現在の名称で、建造当時の名称とは異なる場合がある。
1241型 - 1 隻
|                                                                   | 艇名                                                              | 別称                                                              | 工場番号                                                          | 起工                                                              | 竣工                                                              | 除籍                                                              | その後                                                            |
| TsMKB「アルマース」・レニングラート造船工場(サンクトペテルブルク) | TsMKB「アルマース」・レニングラート造船工場(サンクトペテルブルク) | TsMKB「アルマース」・レニングラート造船工場(サンクトペテルブルク) | TsMKB「アルマース」・レニングラート造船工場(サンクトペテルブルク) | TsMKB「アルマース」・レニングラート造船工場(サンクトペテルブルク) | TsMKB「アルマース」・レニングラート造船工場(サンクトペテルブルク) | TsMKB「アルマース」・レニングラート造船工場(サンクトペテルブルク) | TsMKB「アルマース」・レニングラート造船工場(サンクトペテルブルク) |
| ----------------------------------------------------------------- | ----------------------------------------------------------------- | ----------------------------------------------------------------- | ----------------------------------------------------------------- | ----------------------------------------------------------------- | ----------------------------------------------------------------- | ----------------------------------------------------------------- | ----------------------------------------------------------------- |
| 1                                                                 | R-5 Р-5                                                           | カリニングラーツキイ・コムソモーレツ Калининградский комсомолец   | No.401                                                            | 1975/                                                             | 1979/ 01/30                                                       | 2002/ 4/10                                                        | ロシア海軍時代にR-49、ボーロフスクと改称                          |

12411T型 - 12 隻
|                                                                    | 艇名                                                              | 別称                                                              | 工場番号                                                          | 起工                                                              | 竣工                                                              | 除籍                                                              | その後                                                            |
| TsMKB「アルマース」・レニングラート造船工場(サンクトペテルブルク)  | TsMKB「アルマース」・レニングラート造船工場(サンクトペテルブルク) | TsMKB「アルマース」・レニングラート造船工場(サンクトペテルブルク) | TsMKB「アルマース」・レニングラート造船工場(サンクトペテルブルク) | TsMKB「アルマース」・レニングラート造船工場(サンクトペテルブルク) | TsMKB「アルマース」・レニングラート造船工場(サンクトペテルブルク) | TsMKB「アルマース」・レニングラート造船工場(サンクトペテルブルク) | TsMKB「アルマース」・レニングラート造船工場(サンクトペテルブルク) |
| ------------------------------------------------------------------ | ----------------------------------------------------------------- | ----------------------------------------------------------------- | ----------------------------------------------------------------- | ----------------------------------------------------------------- | ----------------------------------------------------------------- | ----------------------------------------------------------------- | ----------------------------------------------------------------- |
| 1                                                                  | R-255 Р-255                                                       | キーロフスキイ・コムソモーレツ Кировский комсомолец               | No.403                                                            | 1976/                                                             | 1980/ 12/30                                                       | 2002/ 4/10                                                        | ロシア海軍時代にR-255に戻る                                       |
| 2                                                                  | R-256 Р-256                                                       | ポルターフスキイ・コムソモーレツ Полтавский комсомолец            | No.404                                                            | -                                                                 | 1982/                                                             | 1989/                                                             | ブルガリア海軍へ譲渡                                              |
| 3                                                                  | R-6 Р-6                                                           | -                                                                 | No.405                                                            | -                                                                 | 1983/ 12/30                                                       | 2002/ 4/10                                                        | -                                                                 |
| スレドネ＝ネーフスキイ造船工場(サンクトペテルブルク・ポントーヌイ) |                                                                   |                                                                   |                                                                   |                                                                   |                                                                   |                                                                   |                                                                   |
| 1                                                                  | R-54 Р-54                                                         | クラスノダールスキイ・コムソモーレツ Краснодарский комсомолец     | No.200                                                            | 1981/ 04/21                                                       | 1984/ 02/03                                                       | 1997/ 08/12                                                       | ウクライナ海軍へ譲渡                                              |
| 2                                                                  | R-63 Р-63                                                         | クーイブィシェフスキイ・コムソモーレツ Куйбышевский комсомолец    | No.202                                                            | 1981/ 11/09                                                       | 1985/ 10/06                                                       | 1997/ 08/12                                                       | ウクライナ海軍へ譲渡                                              |
| 3                                                                  | R-101 Р-101                                                       | ストゥピネツ Ступинец                                             | No.203                                                            | 1982/ 06/27                                                       | 1985/ 09/30                                                       | -                                                                 | ロシア海軍カスピ小艦隊にて現役                                    |
| 4                                                                  | R-129 Р-129                                                       | クズネツク Кузнец                                                 | No.204                                                            | 1983/ 02/03                                                       | 1985/ 12/28                                                       | -                                                                 | -                                                                 |
| 5                                                                  | R-257 Р-257                                                       | -                                                                 | No.205                                                            | 1983/ 05/03                                                       | 1986/ 10/31                                                       | -                                                                 | -                                                                 |
| ハバーロフスク造船工場(ハバーロフスク)                             |                                                                   |                                                                   |                                                                   |                                                                   |                                                                   |                                                                   |                                                                   |
| 1                                                                  | R-42 Р-42                                                         | -                                                                 | No.901                                                            | -                                                                 | 1983/ 03/30                                                       | 2001/ 05/03                                                       | -                                                                 |
| 2                                                                  | R-45 Р-45                                                         | -                                                                 | No.902                                                            | -                                                                 | 1983/ 12/26                                                       | 1995/ 08/04                                                       | -                                                                 |
| 3                                                                  | R-69 Р-69                                                         | -                                                                 | No.903                                                            | 1980/                                                             | 1984/ 09/30                                                       | 1995/ 08/04                                                       | -                                                                 |
| 4                                                                  | R-79 Р-79                                                         | -                                                                 | No.904                                                            | 1980/                                                             | 1984/ 12/19                                                       | -                                                                 | -                                                                 |

1241.7型 - 1 隻
|                                                      | 艇名                                                 | 別称                                                 | 工場番号                                             | 起工                                                 | 竣工                                                 | 除籍                                                 | その後                                               |
| スレドネ＝ネーフスキイ造船工場(サンクトペテルブルク) | スレドネ＝ネーフスキイ造船工場(サンクトペテルブルク) | スレドネ＝ネーフスキイ造船工場(サンクトペテルブルク) | スレドネ＝ネーフスキイ造船工場(サンクトペテルブルク) | スレドネ＝ネーフスキイ造船工場(サンクトペテルブルク) | スレドネ＝ネーフスキイ造船工場(サンクトペテルブルク) | スレドネ＝ネーフスキイ造船工場(サンクトペテルブルク) | スレドネ＝ネーフスキイ造船工場(サンクトペテルブルク) |
| ---------------------------------------------------- | ---------------------------------------------------- | ---------------------------------------------------- | ---------------------------------------------------- | ---------------------------------------------------- | ---------------------------------------------------- | ---------------------------------------------------- | ---------------------------------------------------- |
| 1                                                    | R-71 Р-71                                            | -                                                    | No.201                                               | 1981/ 12/08                                          | 1985/ 10/06                                          | -                                                    | ロシア海軍黒海艦隊にて現役                           |

12411型 - 33 + 1 隻
|                                                                    | 艇名                                                              | 別称                                                              | 工場番号                                                          | 起工                                                              | 竣工                                                              | 除籍                                                              | その後                                                                                           |
| TsMKB「アルマース」・レニングラート造船工場(サンクトペテルブルク)  | TsMKB「アルマース」・レニングラート造船工場(サンクトペテルブルク) | TsMKB「アルマース」・レニングラート造船工場(サンクトペテルブルク) | TsMKB「アルマース」・レニングラート造船工場(サンクトペテルブルク) | TsMKB「アルマース」・レニングラート造船工場(サンクトペテルブルク) | TsMKB「アルマース」・レニングラート造船工場(サンクトペテルブルク) | TsMKB「アルマース」・レニングラート造船工場(サンクトペテルブルク) | TsMKB「アルマース」・レニングラート造船工場(サンクトペテルブルク)                                |
| ------------------------------------------------------------------ | ----------------------------------------------------------------- | ----------------------------------------------------------------- | ----------------------------------------------------------------- | ----------------------------------------------------------------- | ----------------------------------------------------------------- | ----------------------------------------------------------------- | ------------------------------------------------------------------------------------------------ |
| 1                                                                  | R-46 Р-46                                                         | -                                                                 | No.402                                                            | -                                                                 | 1981/ 12/29                                                       | 1994/ 12/17                                                       | -                                                                                                |
| スレドネ＝ネーフスキイ造船工場(サンクトペテルブルク・ポントーヌイ) |                                                                   |                                                                   |                                                                   |                                                                   |                                                                   |                                                                   |                                                                                                  |
| 1                                                                  | R-47 Р-47                                                         | タンボーフスキイ・コムソモーレツ Тамбовский комсомолец            | No.206                                                            | 1983/ 06/22                                                       | 1987/ 12/13                                                       | -                                                                 | ロシア海軍時代にR-47に戻る                                                                       |
| 2                                                                  | R-60 Р-60                                                         | ブーリャ Буря                                                     | No.207                                                            | 1985/ 10/12                                                       | 1987/ 12/12                                                       | -                                                                 | 2005年、新型CIWS「 パラシ」試作品を搭載し運用試験を行う。                                        |
| 3                                                                  | R-160 Р-160                                                       | ポルターフスキイ・コムソモーレツ Полтавский комсомолец            | No.208                                                            | 1986/ 02/27                                                       | 1988/ 08/08                                                       | -                                                                 | 小型砲艦に改装されMAK-160に改称した。 その後、個艦名«ゴォメルィ»«Гомель»が与えられた。           |
| 4                                                                  | R-187 Р-187                                                       | ザレチヌイ Заречный                                               | No.209                                                            | 1986/ 07/18                                                       | 1989/ 03/04                                                       | -                                                                 | -                                                                                                |
| 5                                                                  | R-239 Р-239                                                       | グロァザ Гроза                                                    | No.210                                                            | 1987/ 10/05                                                       | 1989/ 09/21                                                       | -                                                                 | -                                                                                                |
| 6                                                                  | R-334 Р-334                                                       | イヴァノヴェツ Ивановец                                           | No.211                                                            | 1988/ 01/04                                                       | 1989/ 12/30                                                       | -                                                                 | 黒海艦隊に所属したが、2024年2月1日にウクライナ軍が海上自爆ドローン攻撃により撃沈したと発表した。 |
| 7                                                                  | R-109 Р-109                                                       | -                                                                 | No.212                                                            | 1989/ 07/24                                                       | 1990/ 10/20                                                       | -                                                                 | -                                                                                                |
| 8                                                                  | R-291 Р-291                                                       | ディミトロフグラード Димитровград                                 | No.213                                                            | 1989/ 07/25                                                       | 1991/ 05/30                                                       | -                                                                 | -                                                                                                |
| 9                                                                  | R-293 Р-293                                                       | モルシャンスク Моршанск                                           | No.214                                                            | 1991/ 04/30                                                       | 1992/ 03/23                                                       | -                                                                 | -                                                                                                |
| 10                                                                 | R-2 Р-2                                                           | チュヴァシャ Чувашия                                              | No.215                                                            | 1991/                                                             | 1999/                                                             | -                                                                 | 2015年に「チュヴァシャ」と命名。バルチック艦隊で運用中。                                         |
| ハバーロフスク造船工場(ハバーロフスク)                             |                                                                   |                                                                   |                                                                   |                                                                   |                                                                   |                                                                   |                                                                                                  |
| 1                                                                  | R-66 Р-66                                                         | -                                                                 | No.905                                                            | -                                                                 | 1985/ 05/31                                                       | 1995/ 08/04                                                       | -                                                                                                |
| 2                                                                  | R-85 Р-85                                                         | -                                                                 | No.906                                                            | -                                                                 | 1985/ 09/30                                                       | 1998/ 03/16                                                       | -                                                                                                |
| 3                                                                  | R-103 Р-103                                                       | -                                                                 | No.907                                                            | -                                                                 | 1985/ 05/31                                                       | 1998/ 03/16                                                       | -                                                                                                |
| 4                                                                  | R-113 Р-113                                                       | -                                                                 | No.908                                                            | -                                                                 | 1985/ 12/30                                                       | 1997/ 07/17                                                       | -                                                                                                |
| 5                                                                  | R-158 Р-158                                                       | -                                                                 | No.909                                                            | -                                                                 | 1986/ 10/30                                                       | 1996/ 07/31                                                       | -                                                                                                |
| 6                                                                  | R-76 Р-76                                                         | -                                                                 | No.910                                                            | -                                                                 | 1986/ 12/30                                                       | 1996/ 07/31                                                       | -                                                                                                |
| 7                                                                  | R-83 Р-83                                                         | -                                                                 | No.911                                                            | -                                                                 | 1986/ 12/30                                                       | 2001/ 05/03                                                       | -                                                                                                |
| 8                                                                  | R-229 Р-229                                                       | -                                                                 | No.912                                                            | -                                                                 | 1987/ 09/30                                                       | 2002/ 04/10                                                       | -                                                                                                |
| 9                                                                  | R-230 Р-230                                                       | -                                                                 | No.913                                                            | -                                                                 | 1987/ 12/30                                                       | 1997/ 07/17                                                       | -                                                                                                |
| 10                                                                 | R-240 Р-240                                                       | -                                                                 | No.914                                                            | -                                                                 | 1988/ 10/30                                                       | 2002/ 04/10                                                       | -                                                                                                |
| 11                                                                 | R-261 Р-261                                                       | -                                                                 | No.915                                                            | -                                                                 | 1988/ 12/31                                                       | -                                                                 | -                                                                                                |
| 12                                                                 | R-271 Р-271                                                       | -                                                                 | No.916                                                            | -                                                                 | 1989/ 09/05                                                       | 2005/ 06/22                                                       | -                                                                                                |
| 13                                                                 | R-442 Р-442                                                       | -                                                                 | No.917                                                            | -                                                                 | 1989/ 12/16                                                       | 2005/ 06/22                                                       | -                                                                                                |
| 14                                                                 | R-297 Р-297                                                       | -                                                                 | No.918                                                            | -                                                                 | 1990/ 09/                                                         | -                                                                 | -                                                                                                |
| 15                                                                 | R-298 Р-298                                                       | -                                                                 | No.919                                                            | -                                                                 | 1990/ 12/                                                         | -                                                                 | -                                                                                                |
| 16                                                                 | R-11 Р-11                                                         | -                                                                 | No.920                                                            | -                                                                 | 1991/ 09/                                                         | -                                                                 | -                                                                                                |
| 17                                                                 | R-14 Р-14                                                         | -                                                                 | No.921                                                            | -                                                                 | 1991/ 12/                                                         | -                                                                 | -                                                                                                |
| 18                                                                 | R-18 Р-18                                                         | -                                                                 | No.922                                                            | -                                                                 | 1992/ 09/                                                         | -                                                                 | -                                                                                                |
| 19                                                                 | R-19 Р-19                                                         | -                                                                 | No.923                                                            | -                                                                 | 1992/ 12/                                                         | -                                                                 | -                                                                                                |
| 20                                                                 | R-20 Р-20                                                         | -                                                                 | No.924                                                            | 1989/                                                             | 1993/ 12/                                                         | -                                                                 | -                                                                                                |
| 21                                                                 | R-24 Р-24                                                         | -                                                                 | No.925                                                            | 1989/                                                             | 1994/                                                             | -                                                                 | -                                                                                                |
| 22                                                                 | R-29 Р-29                                                         | -                                                                 | No.926                                                            | 1992/                                                             | 2003/ 09/24                                                       | -                                                                 | -                                                                                                |

1242.1型 - 1 隻
|                                                             | 艇名                                                        | 別称                                                        | 工場番号                                                    | 起工                                                        | 竣工                                                        | 除籍                                                        | その後                                                      |
| NPO「ヴィーンペル」・ルィービンスク造船工場(ルィービンスク) | NPO「ヴィーンペル」・ルィービンスク造船工場(ルィービンスク) | NPO「ヴィーンペル」・ルィービンスク造船工場(ルィービンスク) | NPO「ヴィーンペル」・ルィービンスク造船工場(ルィービンスク) | NPO「ヴィーンペル」・ルィービンスク造船工場(ルィービンスク) | NPO「ヴィーンペル」・ルィービンスク造船工場(ルィービンスク) | NPO「ヴィーンペル」・ルィービンスク造船工場(ルィービンスク) | NPO「ヴィーンペル」・ルィービンスク造船工場(ルィービンスク) |
| ----------------------------------------------------------- | ----------------------------------------------------------- | ----------------------------------------------------------- | ----------------------------------------------------------- | ----------------------------------------------------------- | ----------------------------------------------------------- | ----------------------------------------------------------- | ----------------------------------------------------------- |
| 1                                                           | R-5 Р-5                                                     | -                                                           | No.216                                                      | 1994/ 1/27                                                  | 2000/ 5/23                                                  | -                                                           | R-32に改称                                                  |

1241RE型 - 25 隻
|                                                             | 艇名                                                        | 別称                                                        | 工場番号                                                    | 起工                                                        | 竣工                                                        | 除籍                                                        | その後                                                      |
| NPO「ヴィーンペル」・ルィービンスク造船工場(ルィービンスク) | NPO「ヴィーンペル」・ルィービンスク造船工場(ルィービンスク) | NPO「ヴィーンペル」・ルィービンスク造船工場(ルィービンスク) | NPO「ヴィーンペル」・ルィービンスク造船工場(ルィービンスク) | NPO「ヴィーンペル」・ルィービンスク造船工場(ルィービンスク) | NPO「ヴィーンペル」・ルィービンスク造船工場(ルィービンスク) | NPO「ヴィーンペル」・ルィービンスク造船工場(ルィービンスク) | NPO「ヴィーンペル」・ルィービンスク造船工場(ルィービンスク) |
| ----------------------------------------------------------- | ----------------------------------------------------------- | ----------------------------------------------------------- | ----------------------------------------------------------- | ----------------------------------------------------------- | ----------------------------------------------------------- | ----------------------------------------------------------- | ----------------------------------------------------------- |
| 1                                                           | R-26 Р-26                                                   | -                                                           | No.01710                                                    | -                                                           | 1981/ 03/30                                                 | 2002/ 04/10                                                 | ソ連海軍へ納入                                              |
| 2                                                           | R-? Р-?                                                     | -                                                           | No.01711                                                    | -                                                           | 1983/ 12/28                                                 | -                                                           | ポーランド海軍へ売却                                        |
| 3                                                           | R-? Р-?                                                     | -                                                           | No.01712                                                    | -                                                           | 1984/ 03/31                                                 | -                                                           | ポーランド海軍へ売却                                        |
| 4                                                           | R-? Р-?                                                     | -                                                           | No.01713                                                    | -                                                           | 1984/                                                       | -                                                           | ドイツ人民海軍へ売却                                        |
| 5                                                           | R-? Р-?                                                     | -                                                           | No.01714                                                    | -                                                           | 1985/                                                       | -                                                           | ドイツ人民海軍へ売却                                        |
| 6                                                           | R-? Р-?                                                     | -                                                           | No.01715                                                    | -                                                           | 1986/                                                       | -                                                           | ドイツ人民海軍へ売却                                        |
| 7                                                           | R-? Р-?                                                     | -                                                           | No.01716                                                    | -                                                           | 1986/                                                       | -                                                           | ドイツ人民海軍へ売却                                        |
| 8                                                           | R-? Р-?                                                     | -                                                           | No.01717                                                    | -                                                           | 1986/                                                       | -                                                           | ドイツ人民海軍へ売却                                        |
| 9                                                           | R-? Р-?                                                     | -                                                           | No.01718                                                    | -                                                           | 1987/                                                       | -                                                           | インド海軍へ売却                                            |
| 10                                                          | R-? Р-?                                                     | -                                                           | No.01719                                                    | -                                                           | 1988/                                                       | -                                                           | -                                                           |
| 11                                                          | R-? Р-?                                                     | -                                                           | No.01720                                                    | -                                                           | 1988/                                                       | -                                                           | -                                                           |
| 12                                                          | R-? Р-?                                                     | -                                                           | No.01721                                                    | -                                                           | 1988/                                                       | -                                                           | -                                                           |
| 13                                                          | R-? Р-?                                                     | -                                                           | No.01722                                                    | -                                                           | 1988/ 01/13                                                 | -                                                           | ポーランド海軍へ売却                                        |
| 14                                                          | R-? Р-?                                                     | -                                                           | No.01723                                                    | -                                                           | 1989/ 02/04                                                 | -                                                           | ポーランド海軍へ売却                                        |
| 15                                                          | R-? Р-?                                                     | -                                                           | No.01724                                                    | -                                                           | 1990/                                                       | -                                                           | -                                                           |
| 16                                                          | R-? Р-?                                                     | -                                                           | No.01725                                                    | -                                                           | 1990/                                                       | -                                                           | -                                                           |
| 17                                                          | R-? Р-?                                                     | -                                                           | No.01726                                                    | -                                                           | 1990/                                                       | -                                                           | -                                                           |
| 18                                                          | R-? Р-?                                                     | -                                                           | No.01727                                                    | -                                                           | 1990/                                                       | -                                                           | イエメン海軍へ売却                                          |
| 19                                                          | R-69 Р-69                                                   | -                                                           | No.01728                                                    | -                                                           | 1994/                                                       | -                                                           | ベトナム人民海軍へ売却                                      |
| 20                                                          | R-104 Р-104                                                 | -                                                           | No.01729                                                    | -                                                           | 1994/                                                       | -                                                           | ベトナム人民海軍へ売却                                      |
| 21                                                          | R-? Р-?                                                     | -                                                           | No.?                                                        | -                                                           | 1999/                                                       | -                                                           | -                                                           |
| 22                                                          | R-? Р-?                                                     | -                                                           | No.?                                                        | -                                                           | 1999/                                                       | -                                                           | -                                                           |
| ヤロスラーヴリ造船工場(ヤロスラーヴリ)                      |                                                             |                                                             |                                                             |                                                             |                                                             |                                                             |                                                             |
| 1                                                           | R-600 Р-600                                                 | -                                                           | No.?                                                        | -                                                           | 1990/                                                       | -                                                           | イラク海軍へ売却中止、ルーマニア海軍へ引き渡し              |
| 2                                                           | R-601 Р-601                                                 | -                                                           | No.?                                                        | -                                                           | 1991/                                                       | -                                                           | ルーマニア海軍へ引き渡し                                    |
| 3                                                           | R-602 Р-602                                                 | -                                                           | No.?                                                        | -                                                           | 1991/                                                       | -                                                           | ルーマニア海軍へ引き渡し                                    |

ソ連時代より、各艦隊への配備状況は以下の通り。
| 所属 | 1241/12411T/1241RE/12417型                                                                                                  | 12411型 | 12421型 |
| ---- | --- | --- | ------- |
| BF   | R-5(退役)、R-6(退役)、R-26(旧ChF)(退役)、R-129、R-255(退役)、R-257(旧ChF)                                                   | R-2(1998/より)、R-47、R-187、R-291、R-293 | R-32    |
| ChF  | R-54(VMSUへ)、R-63(VMSUへ)、R-69(VNNへ)、R-71、R-104(VNNへ)、R-256(BMSBへ)、R-334、R-600(FNRへ)、R-601(FNRへ)、R-602(FNRへ) | R-46(退役)、R-60、R-109、R-160(1992/01/よりKVF)、R-239 |         |
| SF   | R-101(1989/よりBF、1993/よりKVF)                                                                                            | |         |
| TOF  | R-42(退役)、R-45(退役)、R-69(退役)、R-79                                                                                    | R-11、R-14、R-18、R-19、R-20、R-24、R-29、R-66(退役)、R-76(退役)、R-83(退役)、 R-85(退役)、R-103(退役)、R-113(退役)、R-158(退役)、R-229(退役)、R-230(退役)、R-240(退役)、R-261、R-271(退役)、 R-297、R-298、R-442(退役) |         |

### ブルガリア
ブルガリアでは、人民共和国時代の1989年にソ連の黒海艦隊より1241.1型の2番艦ポルターフスキイ・コムソモーレツ(R-256)を輸入、No.101 ムールニヤ(No.101 Мълния)と改名の上海軍へ編入した。ブルガリアでは、1241.1型は1241.1号計画「ムールニヤ」型大型ミサイル艇(Голям ракетен катер проект 1241.1 «Мълния»)と呼ばれた。2007年現在、ムールニヤは現役状態にある。
また、この他にブルガリア海軍では2 隻の1241.2E型小型対潜艦も保有している。1989年から1992年にかけて導入された2 隻は元黒海艦隊所属艦で、ソ連では1989年移籍の艦はMPK-146、1992年移籍の艦はMPK-124と呼ばれた。ブルガリア海軍での就役に当たり、これらはそれぞれNo.13 レシーテルニ(No.13 Решителни)、No.14 ボードリ(No.14 Бодри)と命名された。2007年現在、2 隻は現役状態にある。

### ポーランド

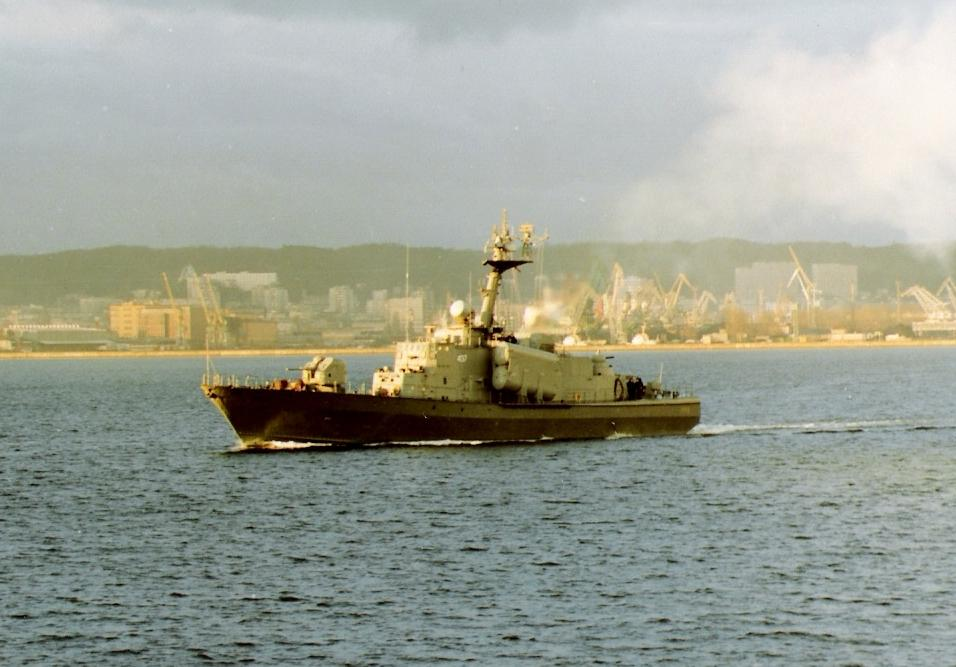
ポーランド海軍の1241RE型ロルニク

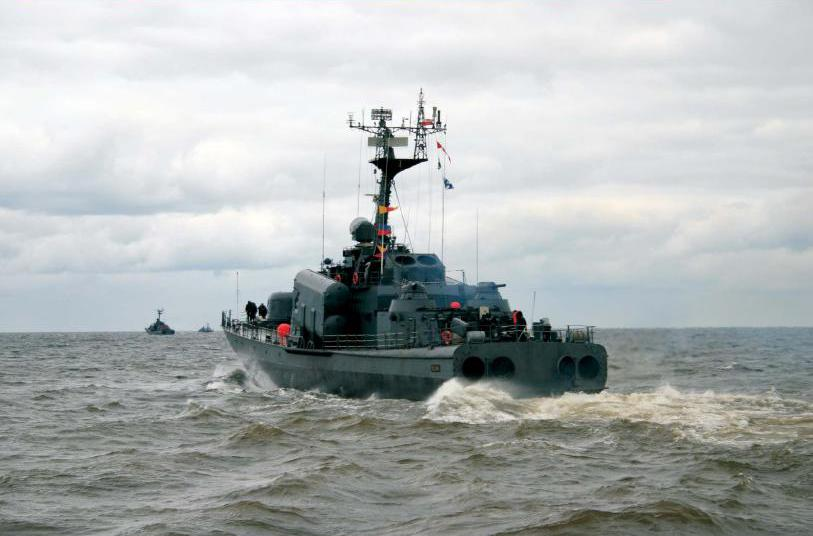
ポーランド海軍の1241RE型メタロヴィェツ

主要運用国のひとつとなったポーランド海軍では、人民共和国時代の1983年から1989年にかけて4 隻の1241RE型を導入した。4 隻は、ポーランド海軍の主要戦闘艦艇が所属するグディニャの第3分艦隊に所属した。
ポーランドでは、このミサイル艇は1241RE号計画「モウニヤ」型ミサイル艦(Okręty rakietowe projektu 1241RE «Mołnia»)と呼ばれた。ロシア語の「モールニヤ」(молния)に相当するポーランド語の単語は「ブウィスカヴィツァ」(błyskawica)であるが、ポーランド海軍ではロシア語単語のポーランド語訳ではなく、そのポーランド語転写を計画秘匿名として用いた。
ポーランド海軍に就役した艦は以下の通り。この内、初期の2 隻が660号計画型ミサイル艇の就役に伴い退役し、残る2 隻も2013年除籍された。
|   | 艇名                      | 由来     | 艇番号 | 引渡し      | 除籍   | その後 |
| - | ------------------------- | -------- | ------ | ----------- | ------ | ------ |
| 1 | グルニク Górnik           | 鉱山技師 | 434    | 1983/ 12/28 | 2002/  | 解体   |
| 2 | フトニク Hutnik           | 冶金工   | 435    | 1984/ 03/31 | 2005/  | 解体   |
| 3 | メタロヴィェツ Metalowiec | 金属工   | 436    | 1989/ 01/13 | 2013年 | 除籍   |
| 4 | ロルニク Rolnik           | 農家     | 437    | 1989/ 02/04 | 2013年 | 除籍   |

### ウクライナ
ウクライナではポーランドとは異なり、1241型の計画秘匿名「モールニヤ」をウクライナ語に翻訳して「ブルィスカーウカ」(Блискавка)とし、12411T号計画「ブルィスカーウカ」型ミサイルコルベット(Ракетні корвети проекту 1241 «Блискавка»)と呼んだ。ウクライナ海軍で保有された1241型大型ミサイル艇は2 隻の12411T型で、ソ連時代の小型対潜艦が対潜コルベットに分類されたのに対し、大型ミサイル艇はミサイルコルベット(打撃コルベット)に分類された。実際に運用されたのはこの内1 隻のみであったが、これは2006年にオーバーホールを受け、1124型対潜コルベットとともにウクライナ海軍の主力艦艇となっている。また、ウクライナ海軍では他に姉妹型の1241.2P型小型対潜艦2 隻が運用されており、ウクライナ国家国境庁のウクライナ海上警備隊でも1241.2型国境警備艦3 隻が運用されている。
ウクライナ海軍の所属艇は以下の通り。
|   | 艇名                                | 由来                                       | 艇番号 | 旧称      | 起工        | 竣工        | 編入        | 除籍   |
| - | ----------------------------------- | ------------------------------------------ | ------ | --------- | ----------- | ----------- | ----------- | ------ |
| 1 | プルィドニプローヴィヤ Придніпров'я | ウクライナの歴史的中心地域ドニプロー川流域 | U155   | R-54 Р-54 | 1981/ 04/21 | 1984/ 02/03 | 1997/ 08/12 | 現役   |
| 2 | クレメンチューク Кременчук          | 同名の都市名                               | U156   | R-63 Р-63 | 1981/ 11/09 | 1985/ 10/06 | 1997/ 08/12 | 予備役 |

なお、プルィドニプローヴィヤはウクライナ海軍時代当初2002年のオーバーホール施行まではウクライナの都市名に因んだニーコポリ(Нікополь)、ソ連時代後半は「クラスノダールのコムソモール員」という意味のクラスノダールスキイ・コムソモーレツ(Краснодарский Комсомолец)で呼ばれた。クレメンチュークについては、ソ連時代後半は「クーイブィシェフ(現サマーラ)のコムソモール員」という意味のクーイブィシェフスキイ・コムソモーレツ(Куйбышевский комсомолец)で呼ばれた。
また、ウクライナ海軍には以下のような1241.2P型対潜コルベットが所属している。
|   | 艇名                        | 艇番号       | 由来 | ソ連時代の名称  | 起工        | 竣工        | 編入        | 除籍   |
| - | --------------------------- | ------------ | ---- | --------------- | ----------- | ----------- | ----------- | ------ |
| 1 | ウージュホロド Ужгород      | 同名の都市名 | U207 | MPK-93 МПК-93   | 1981/ 05/05 | 1982/ 12/25 | 1997/ 08/12 | 予備役 |
| 2 | フメリニツキー Хмельницький | 同名の都市名 | U208 | MPK-116 МПК-116 | 1983/ 10/20 | 1985/ 09/09 | 1997/ 08/12 | 予備役 |

この他、海上警備隊には以下のような1241.2型海上警備艦が所属している。これらは、ソ連時代はKGB海上部のバラクラーヴァ所属第5戦隊にて運用されていた。
|   | 艇名                                                        | 艇番号       | 由来 | ソ連時代の名称                                         | 起工 | 竣工 | 除籍 |
| - | ----------------------------------------------------------- | ------------ | ---- | ------------------------------------------------------ | ---- | ---- | ---- |
| 1 | フルィホーリイ・クロピヤートヌィコウ Григорій Куроп’ятников | 同名の人名   | BG50 | グリゴーリイ・クロピャートニコフ Григорий Куропятников | -    | -    | 退役 |
| 2 | ポルターヴァ Полтава                                        | 同名の都市名 | BG51 | PSKR-813 ПСКР-813                                      | -    | -    | 退役 |
| 3 | フルィホーリイ・フナテーンコ Григорій Гнатенко              | 同名の人名   | BG52 | PSKR-815 ПСКР-815                                      | -    | -    | 退役 |

### ドイツ民主共和国

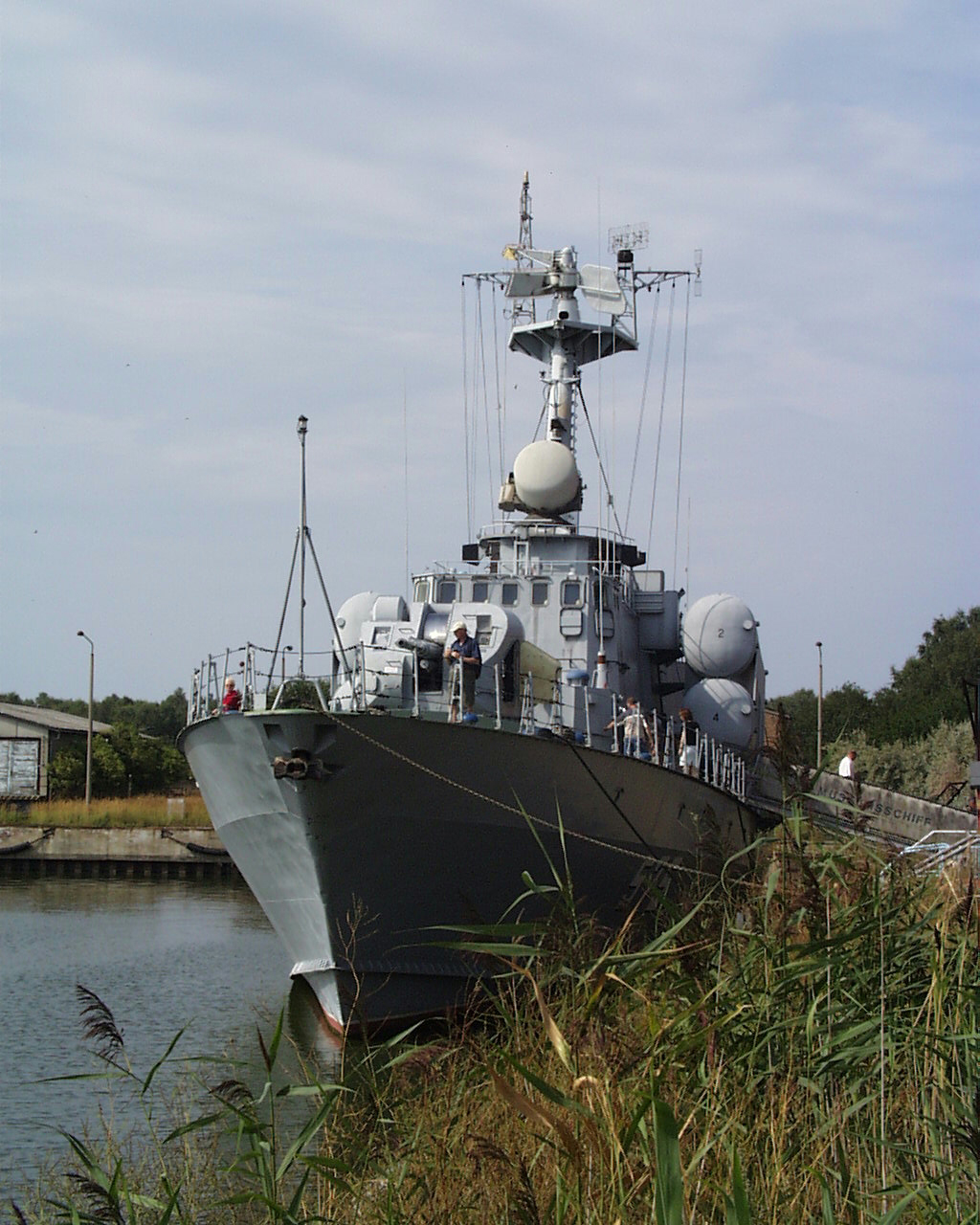
ペーネミュンデ軍事試験所に保存される旧東ドイツ海軍のハンス・バイムラー

ドイツ民主共和国(東ドイツ)の人民海軍では、それまでの205型大型ミサイル艇を置き換える目的で1241RE型の導入を実施した。ドイツでは、このミサイル艇は1241RÄ型対艦ミサイルコルベット(Flugkörperkorvetten der Projekt 1241 RÄ)と命名され、5 隻が購入された。最初の艇は1984年に竣工し、最後の艇が竣工したのは1986年のことであった。ソ連での工場番号はNo.01713からNo.01717が与えられ、その後、各艇には東ドイツの偉人の名前が与えられた。艦番号は当初は700番台で呼ばれたが、のちに500番台に改められた。従って、元の「771」は「571」となった。
しかし、1241RÄ型はいずれも1990年10月3日のドイツ再統一によって短命に終わった。実質的に、全艇がこの日に現役を退いた。各艇は1991年12月31日付けで保管状態に入れられ、のち2 隻を残して解体された。
人民海軍に導入された1241RÄ型は以下の通り。
|   | 艇名                                             | 艇番号 | 引渡し      | 除籍        | その後               |
| - | ------------------------------------------------ | ------ | ----------- | ----------- | -------------------- |
| 1 | アルビン・ケービス Albin Köbis                   | 571    | 1984/ 10/31 | 1990/ 10/03 | 解体                 |
| 2 | ルードルフ・エーゲルホーファー Rudolf Egelhofer  | 572    | 1985/ 10/16 | 1990/ 10/03 | ドイツ海軍へ移籍     |
| 3 | フリッツ・グロビク Fritz Globig                  | 573    | 1985/ 10/05 | 1990/ 10/03 | 解体                 |
| 4 | パウル・アイゼンシュナイダー Paul Eisenschneider | 574    | 1986/ 12/02 | 1990/ 10/03 | 解体                 |
| 5 | ハンス・バイムラー Hans Beimler                  | 575    | 1986/ 10/28 | 1990/ 10/03 | ペーネミュンデで保存 |

### ドイツ連邦共和国

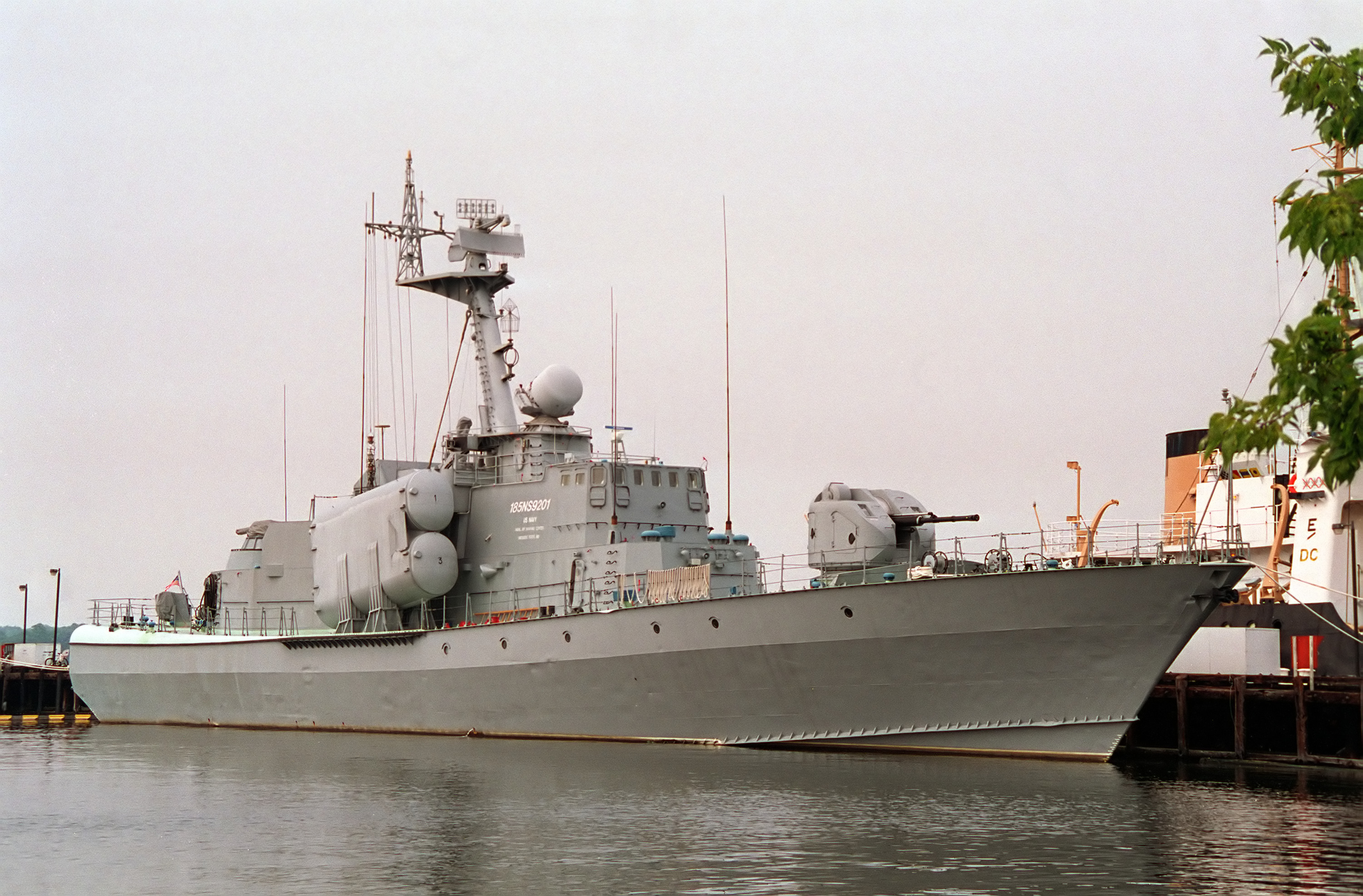
アメリカ合衆国で保存されるヒデンゼー

ドイツ再統一後、旧東ドイツ海軍に所属した1241RÄ型の内ルードルフ・エーゲルホーファー 1 隻のみが1992年までドイツ海軍に在籍した。ドイツ海軍では旧1241RÄ型は621型ミサイルコルベットと呼ばれ、ルードルフ・エーゲルホーファーはバルト海のヒデンゼー島に因みヒデンゼーと改称された。艇番号も、571からR6166に改められた。
しかし、ヒデンゼーがドイツ海軍で本格運用されることはなく、1992年には除籍された。
|   | 艇名                 | 艇番号 | 竣工        | 除籍     | その後                 |
| - | -------------------- | ------ | ----------- | -------- | ---------------------- |
| 1 | ヒデンゼー Hiddensee | R6166  | 1985/ 10/16 | 1991/4月 | アメリカ合衆国へ引渡し |

### アメリカ合衆国
ドイツ海軍のヒデンゼーは、1991年11月に調査のためアメリカ合衆国へ引き渡された。1996年10月にはアメリカ海軍を除籍され、マサチューセッツ州のフォールリヴァーで保存艦となった。

### インド
インドでは、1241型は1241計画型ミサイルコルベット(Project 1241RE Missile Corvette)あるいはヴィール級ミサイルコルベット(Veer class Missile Corvette)と呼ばれている。インド海軍ではソ連より中古艇を購入するとともに国内で12411E号計画のもとライセンス生産も行っている。ライセンス生産に当たり、インドでは3千万 $を支払ったとされている。造船所は、ムンバイのマザゴン船渠株式会社(MDL)とゴア・バスコ・ダ・ガマのゴア造船所株式会社(GSL)が当てられている。
2006年までに以下のような艇がインド海軍に所属している。
1241RE型 - 5 隻
|   | 艦名               | 艦番号 | 引渡し      | 現状 | 備考                     |
| - | ------------------ | ------ | ----------- | ---- | ------------------------ |
| 1 | ヴィール Veer      | K40    | 1987/ 03/26 | 現役 | ジョージアのポティで受領 |
| 2 | ニルブヒク Nirbhik | K41    | 1987/ 12/21 | 現役 | ジョージアのポティで受領 |
| 3 | ニパト Nipat       | K42    | 1988/ 12/05 | 現役 | ジョージアのポティで受領 |
| 4 | ニシャンク Nishank | K43    | 1989/ 09/12 | 現役 | ジョージアのポティで受領 |
| 5 | ニルガト Nirghat   | K44    | 1989/ 12/15 | 現役 | ジョージアのポティで受領 |

12411E型 - 6 隻
|   | 艦名                 | 艦番号 | 引渡し         | 現状 | 備考                                  |
| - | -------------------- | ------ | -------------- | ---- | ------------------------------------- |
| 1 | ヴィブフティ Vibhuti | K45    | 1991/ 07/03    | 現役 | MDLで竣工                             |
| 2 | ヴィプル Vipul       | K46    | 1992/ 03/16    | 現役 | MDLで竣工                             |
| 3 | ヴィナシュ Vinash    | K47    | 1993/ 11/20    | 現役 | GSLで竣工                             |
| 4 | ヴィデュト Vidyut    | K48    | 1995/ 01/16    | 現役 | GSLで竣工                             |
| 5 | ナシャク Nashak      | K83    | 1996/ 12月29日 | 現役 | MDLで竣工                             |
| 6 | プラハル Prahar      | K98    | 1997/ 03/01    | 除籍 | GSLで竣工、2006/04/22に海上事故で喪失 |

1241.8ME型 - 2 隻
|   | 艦名             | 艦番号 | 引渡し      | 現状 | 備考      |
| - | ---------------- | ------ | ----------- | ---- | --------- |
| 1 | プラバル Prabal  | K92    | 2002/ 04/11 | 現役 | MDLで就役 |
| 2 | プララヤ Pralaya | K91    | 2002/ 12/18 | 現役 | GSLで就役 |

この内、K91とK92は3M24E「ウラーン」対艦ミサイルを搭載する最新の1241.8型で、残りは1241RE型とそのライセンス生産型の12411E型となっている。今後、1241RE型についても1241.8型仕様へ改修する計画がある。

#### アバイ級
また、インド海軍にはこの他に4 隻の1241.2PE型小型対潜艦も導入されている。1989年から1991年にかけて導入された4 隻のソ連時代の名称は、MPK-221、MPK-218、MPK-206、MPK-208であった。これらはインドでは1241PE計画型対潜コルベット(Project 1241PE ASW Corvette)あるいはアバイ級対潜コルベット(Abhay class ASW Corvette)の名で呼ばれている。
納入されたのは以下の4 隻。
|   | 艦名              | 艦番号 | 引渡し      | 現状   |
| - | ----------------- | ------ | ----------- | ------ |
| 1 | アブハイ Abhay    | P33    | 1989/ 03/10 | 現役   |
| 2 | アジャイ Ajay     | P34    | 1990/ 01/24 | 現役   |
| 3 | アクシャイ Akshay | P35    | 1990 12/10  | 現役   |
| 4 | アグライ Agray    | P36    | 1991/ 01/30 | 修理中 |

### ルーマニア
ルーマニアでは1241RE型が3 隻導入されており、ルーマニア海軍において運用中である。ルーマニアでは、1241型はミサイルコルベット(corvete purtătoare de rachete)に類別されており、1番艇の名称からズボルル級とも呼ばれている。なお、1番艦については元はイラクへ引き渡すはずが中止されたもの。ソ連・ロシアでの名称はそれぞれR-600、R-601、R-602であった。
|   | 艇名                        | 艇番号 | 旧称  | 引渡し   | 現状 |
| - | --------------------------- | ------ | ----- | -------- | ---- |
| 1 | ズボルル Zborul             | 188    | R-600 | 1992/    | 現役 |
| 2 | ペスカルーシュル Pescăruşul | 189    | R-601 | 1992 12/ | 現役 |
| 3 | ラストゥーヌル Lăstunul     | 190    | R-602 | 1992 12/ | 現役 |

### ベトナム
ベトナムでは3M80「モスキート」対艦ミサイル搭載の1241.1型大型ミサイル艇が4 隻導入されており、巡視艇として人民海軍において運用中である。また、2004年にはさらに8 隻の1241型が発注されており、この内2 隻はルィービンスクのNPO「ヴィーンペル」が受注している。また、ホーチミンの造船所における1241.8型の建造計画もある。
ベトナム人民海軍の1241RE型は以下の通り。
|   | 艇名  | 旧称  | 引渡し    | 現状 |
| - | ----- | ----- | --------- | ---- |
| 1 | HQ371 | R-69  | 1994/ 10/ | 現役 |
| 2 | HQ372 | R-104 | 1994/ 10/ | 現役 |
| 3 | HQ373 | -     | 1999/ 8/  | 現役 |
| 4 | HQ374 | -     | 1999/ 8/  | 現役 |

### イエメン

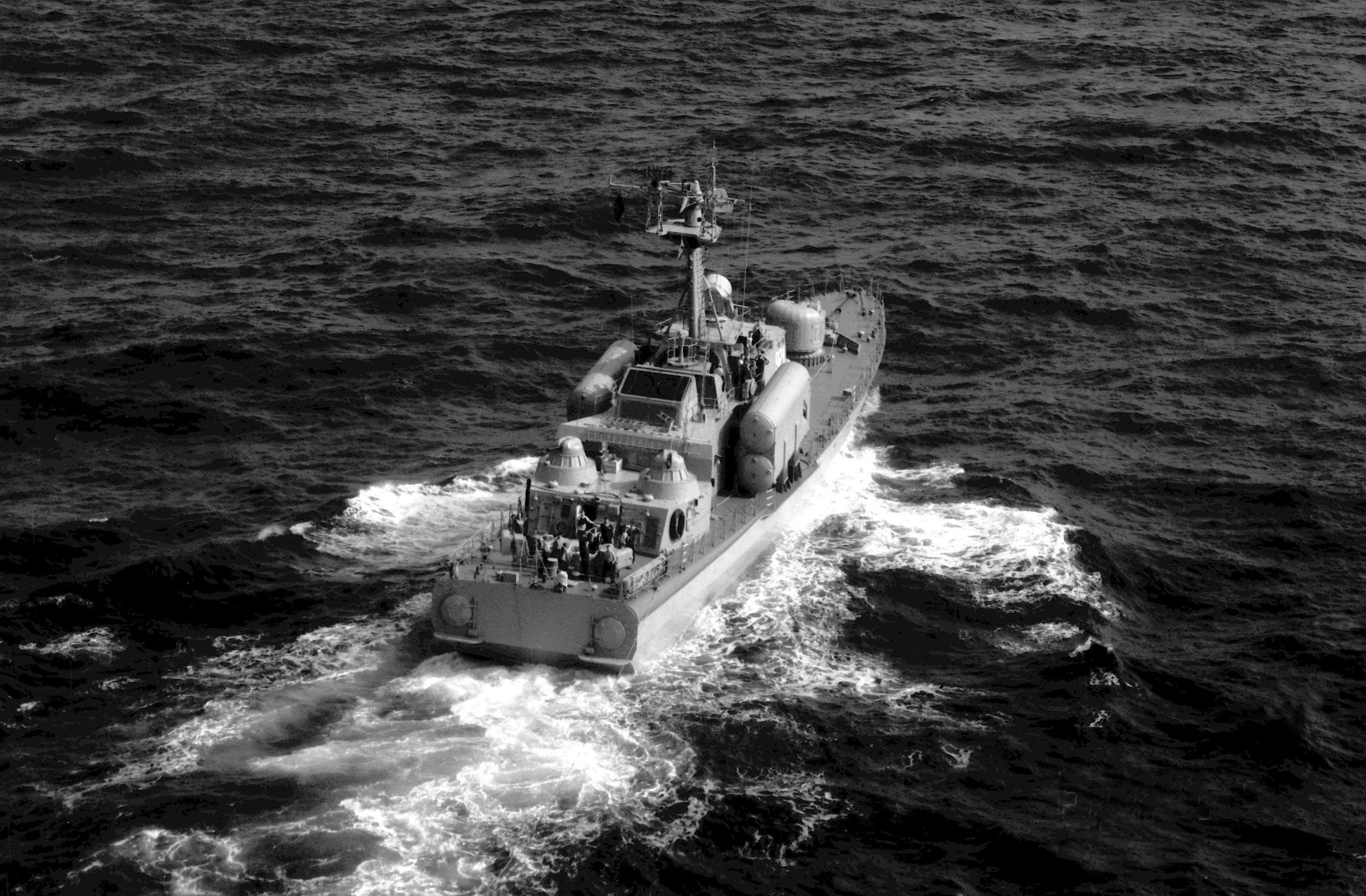
イエメン海軍の第971号艇

イエメンでは1241RE型1 隻が導入されており、イエメン海軍において運用中である。
イエメン海軍の1241RE型は以下の通り。
|   | 艇名             | 工場番号 | 引渡し      | 現状 |
| - | ---------------- | -------- | ----------- | ---- |
| 1 | 第971号艇 No.971 | 01727    | 1990/ 07/12 | 現役 |
| 2 | 第976号艇 No.976 | -        | 1991/ 01/15 | 現役 |

### キューバ
キューバ海軍には1 隻の1241.2PE型小型対潜艦が導入されているが、1241型大型ミサイル艇は導入されていない。

### イラク
イラク海軍には1990年にソ連海軍からR-600が引き渡される予定であったが、湾岸戦争やその後の国際情勢の影響で中止されている。また、1242PE型小型対潜艦3 隻の輸出も予定されていたが同様の理由で中止された。

### 中華人民共和国
西側では、中国人民解放軍海軍においても1241RE型を運用するという分析を行ったことがあった。しかし、実際に配備されたのは中国国産の037-II型ミサイル艇であった。これは、ソ連で1950年代に設計された201型小型対潜艦から開発された対潜哨戒艇037型が元となっており、ディーゼル機関を搭載する。速力、武装、電子装備、すべての面で1241RE型に性能は及ばない。
その後、中国では国産の022型ミサイル艇も2004年から配備されている。これは船型は双胴の船体の間に水面から離れたもう一つの船体を加えたもので、オーストラリアで開発されたいわゆるウェーブピアサー（波浪貫通型）船型と酷似している。オーストラリアから民間船として技術導入し、軍事転用した船である。ウェーブピアサーは船体抵抗の大幅な減少を狙って極端に細長い船体を利用、復元性能を確保するために双胴とした旅客船の建造から始まったものだが、構造上の問題もあって外洋での航海を目指したものではなかった。外洋での運行にはある程度以上の船の長さが必要で、その点から考えると本艇は沿海域での運用を考えたものだろう。性能の詳細は不明だが、排水量200トン程度、ウォータージェット4基を有し速力は30 kn以上と考えられている。兵装は対艦ミサイル発射機4連装発射機2基、AK-630 30 mm近接防御システム1基。

## 外部リンク

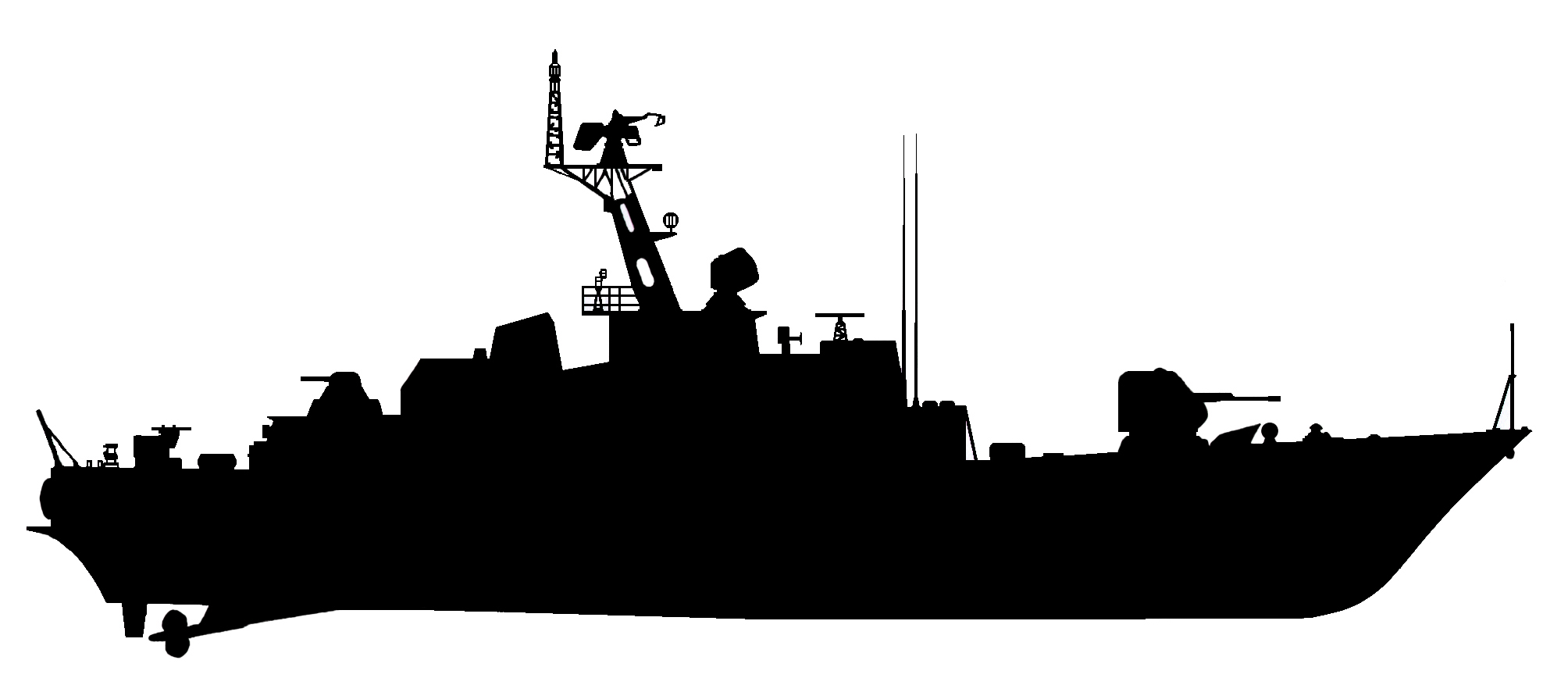
1241RE型のシルエット

### 線画ページ
ロシア海軍黒海艦隊の公式ページにおける線画ページ。
- 1241.1T型
- 1241.1M型
- 1241.7型
- 12412PE型

### 解説ページ
- Малые ракетные корабли и ракетные катера :: Черноморский Флот (ロシア海軍黒海艦隊の公式ページ) （ロシア語）
- Ракетные катера, проект 1241.1 （ロシア語）
- Ракетные катера, проект 12411 （ロシア語）
- RusArmy.com - Ракетный катер проекта 1241.1 （ロシア語）
- RusArmy.com - Ракетный катер проекта 1241.1М （ロシア語）
- RusArmy.com - Ракетный катер проекта 1241.7 （ロシア語）
- СФ АЛМАЗ. Патрульные и ракетные катера (製造元の公式ページ) （ロシア語）
- проект 1241 （ロシア語）
- РКА пр.12411 (Молния) （ロシア語）
- RK Tarantul II (1980s) （英語）
- MPK Pauk I (1980) （英語）
- MPK Pauk II (1980) （英語）
- State of the Russian Navy / Russian Arms, Military Technology, Analysis of Russia's Military Forces （英語）
- Боевые катера - Военный паритет: мобильная МБР Тополь, основной боевой танк Т-90, истребитель МиГ-29, ракета Булава, ракеты средней дальности （ロシア語）
- Вимпел / Голям ракетен катер проект 1241.1 “Молния” （ブルガリア語）
- Die Flugkörperkorvetten der Tarantul-Klasse （ドイツ語）
- Bharat Rakshak Indian Navy / Veer {Tarantul I} Class （英語）
- Bharat Rakshak Indian Navy / Abhay {Pauk II} Class （英語）
- Marynarka Wojenna RP / typ TARANTUL (ポーランド海軍の公式ページ) （ポーランド語）
- МОРСЬКА ОХОРОНА ДЕРЖАВНОЇ ПРИКОРДОННОЇ СЛУЖБИ УКРАЇНИ （ウクライナ語）
- Морская коллегия. - Военно-техническое сотрудничество （ロシア語）
- Малые противолодочные корабли проектов 12412 и 12412ПЭ — 15+1 ед. （ロシア語）
- Пограничные сторожевые корабли проекта 12412 и 12412П— 21 ед. （ロシア語）
- Ракетный катер КАЛИНИНГРАДСКИЙ КОМСОМОЛЕЦ, Корабли Ленинского Комсомола, галерея и описания （ロシア語）